# Biserica Bătușari din Curtea de Argeș

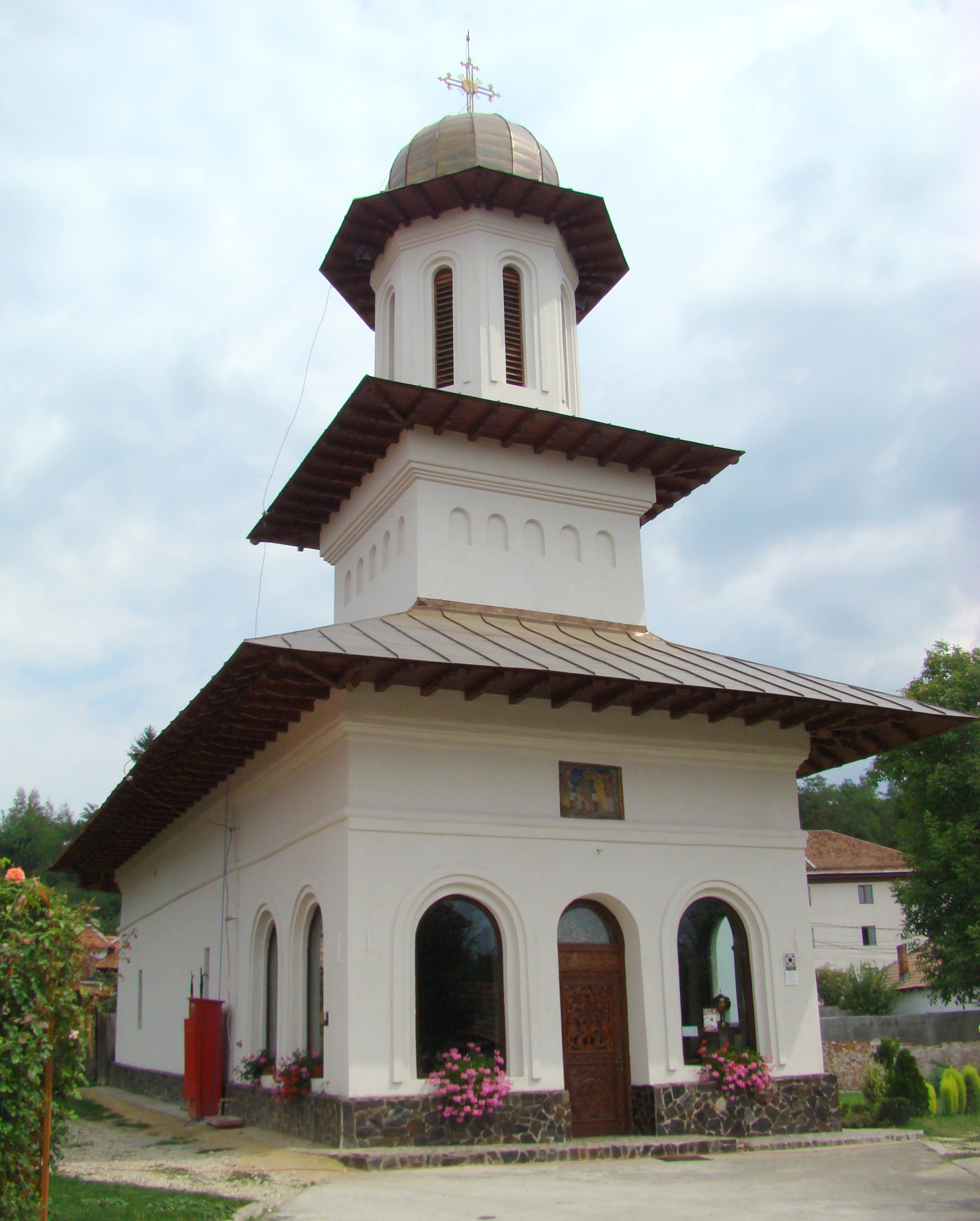
Biserica „Intrarea în Biserică a Maicii Domnului"- Bătușari din Curtea de Argeș, foto: august 2013.

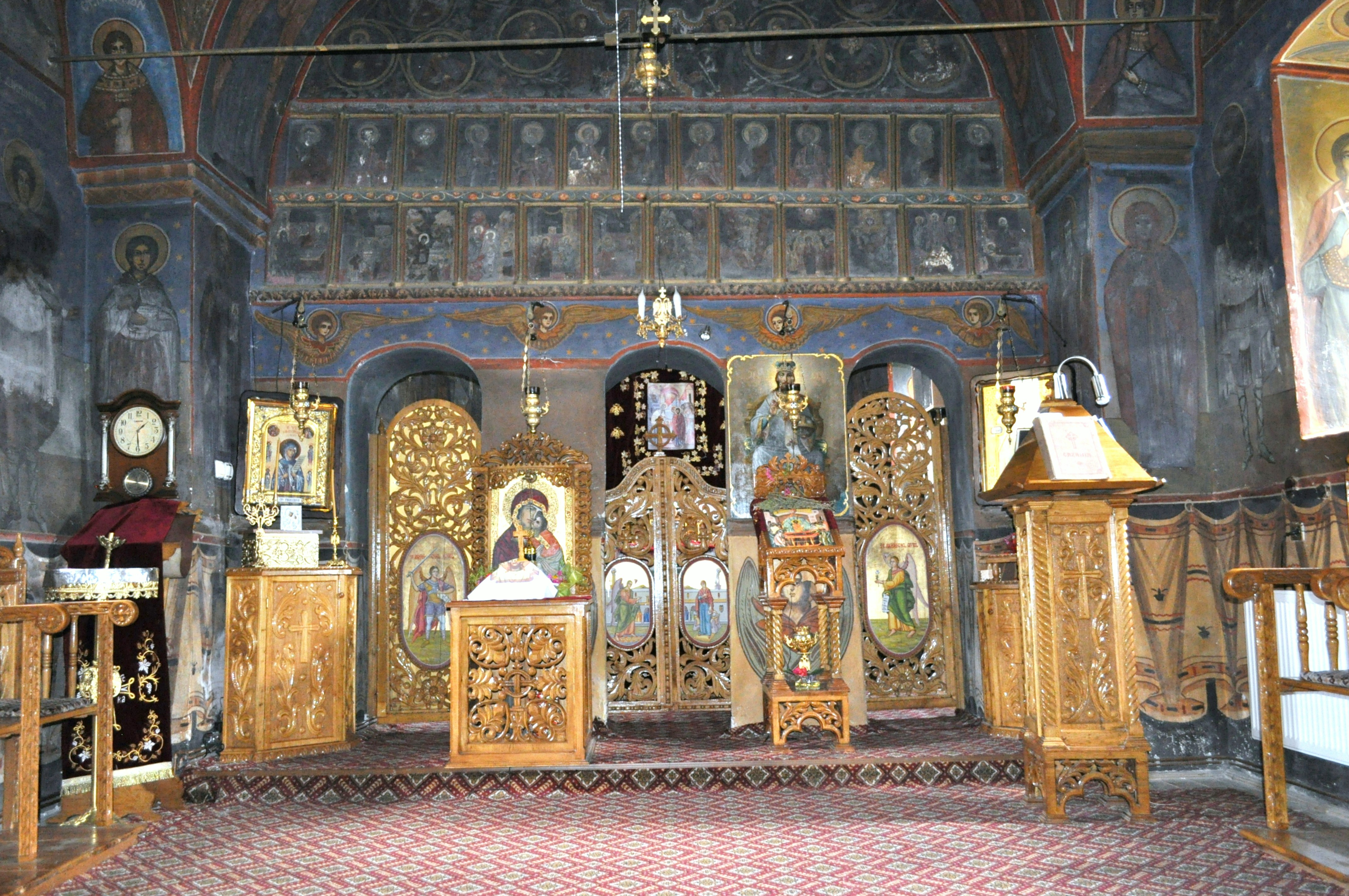
Nava spre iconostas

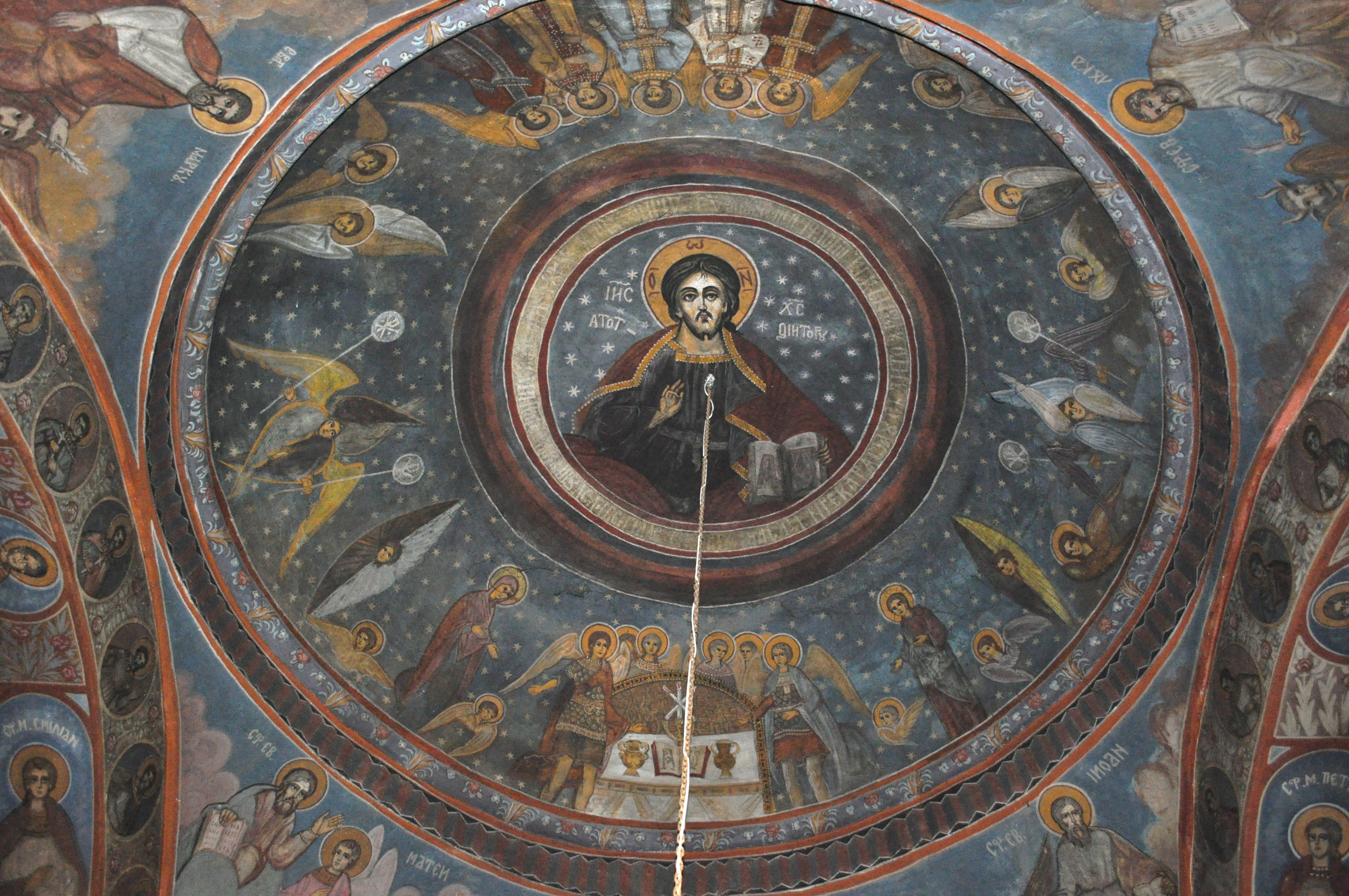
Hristos Pantocrator (turla naosului, 1819)

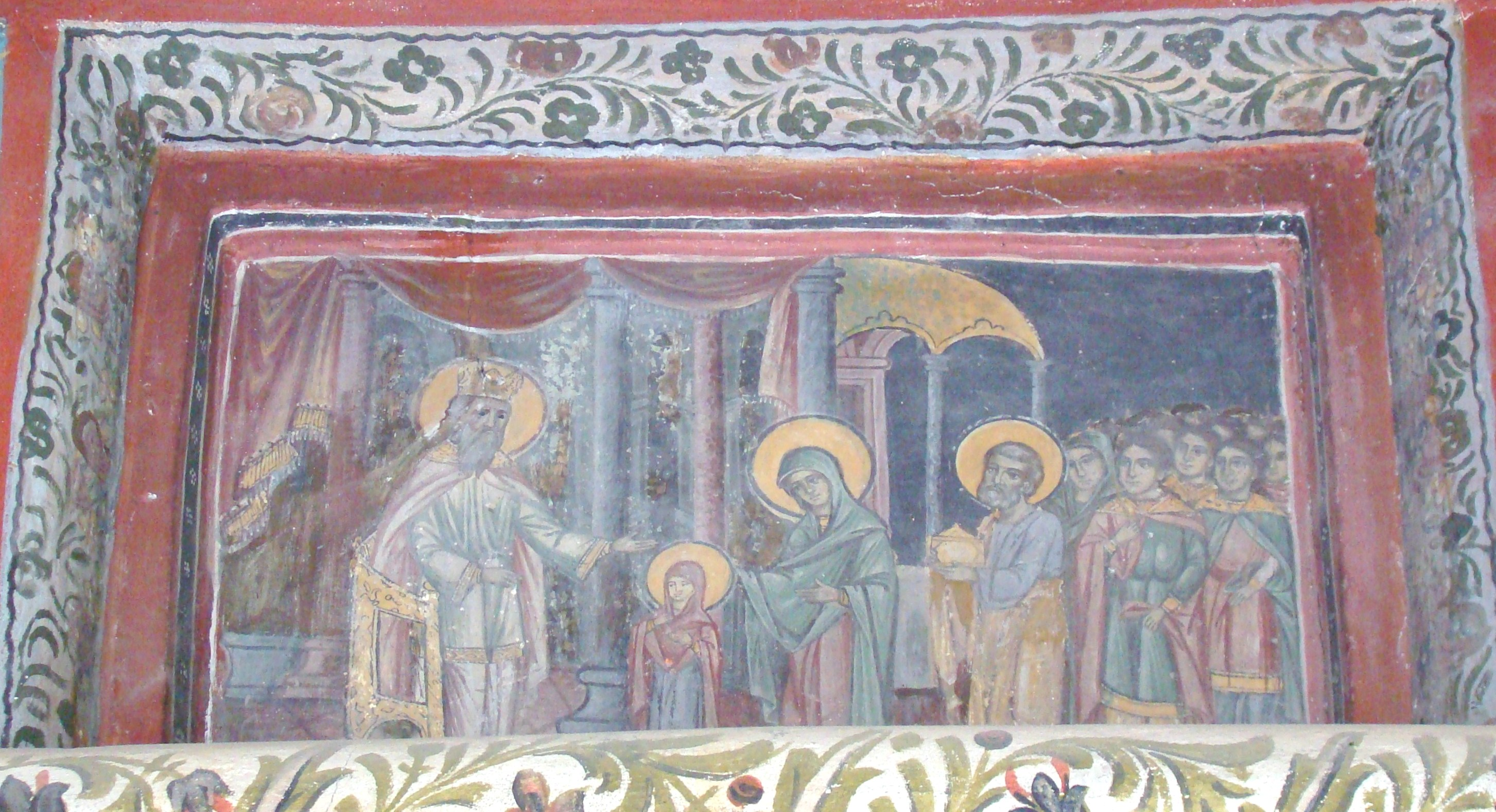
Icoana de hram: Intrarea în Biserică a Maicii Domnului

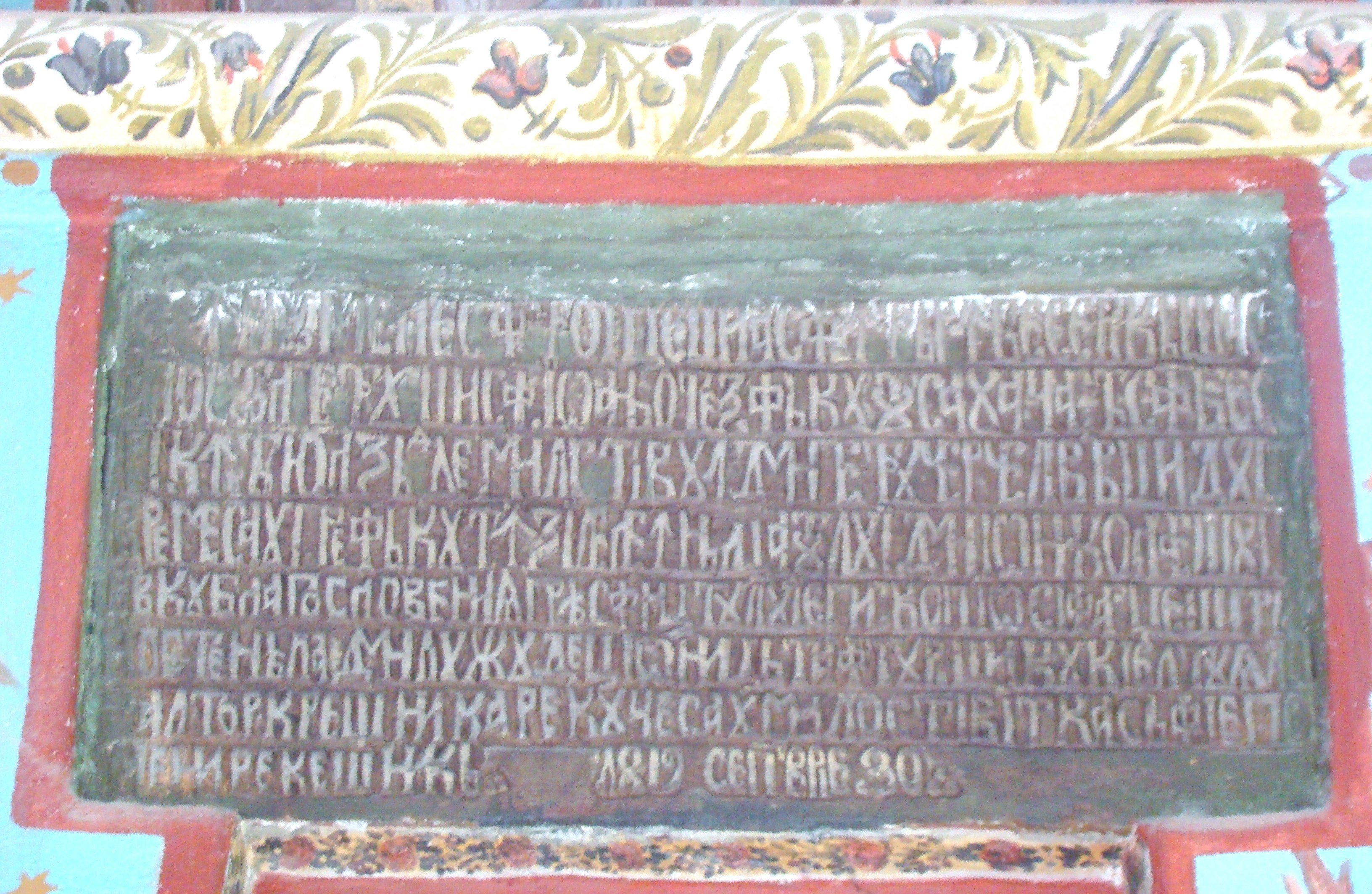
Pisania din 1819 a Bisericii Bătușari: „În numele Sfintei Troiţe şi Sfintei Intrări în Beserecă şi a Sfântului Apostol Petru şi Sfântul Ioan Botezătorul, făcutu-s-au această sfântă beserică, întâiul zid, de milostivul domn Petru Cercel voevod şi după vreme s-au prefăcut în zilele înălţatului domn, Io Nicolae Şuţu voevod, cu blagoslovenia Preasfinţitului episcop Iosif Argeşanul, prin osteneala dumnealui judeţ Ioniţă Taftur şi cu cheltuiala altor creştini, care cu ce s-au milostivit, ca să fie pomenire veşnică; 1819, septembrie 30.”

Biserica Bătușari se află în municipiul Curtea de Argeș, pe strada Vlaicu Vodă. A fost ridicată între anii 1583-1585 de domnitorul Petru Cercel. Biserica se află pe lista monumentelor istorice din județul Argeș sub codul LMI  AG-II-m-A-13663.

## Istoric și trăsături
Biserica Bătușari (Brad-Botușari, cum mai este cunoscută) a fost ctitorită de voievodul Petru Cercel în anul 1583. Ea s-ar fi ruinat într-unul dintre cutremurele care au zguduit regiunea, prin 1628, lăcașul fiind reconstruit între 1641-1654. În 1819 biserica a fost refăcută de Ioniță Taftur. 
Între anii 1884-1888 s-au înălțat zidurile la cornișă, adăugându-se apoi și pridvorul. 
În timpul Primului Război Mondial biserica a fost închisă. În 1919 s-a reparat acoperișul de către preotul Petre Rudeanu. În anul 1941 s-a restaurat pictura de către preotul Dumitru Zmeureanu, iar în anul 1952 biserica a fost din nou închisă.
În vara anului 1994, Biserica Bătușari s-a redeschis, după 52 de ani de părăsire, prin grija Episcopului Calinic al Argeșului și Muscelului. După restaurare biserica fost resfințită la 30 octombrie 1994. Actualul preot paroh a realizat calea de acces către biserică din bulevardul orașului, a restaurat căsuța parohială și a montat instalația de încălzire în biserică.

## Imagini din exterior

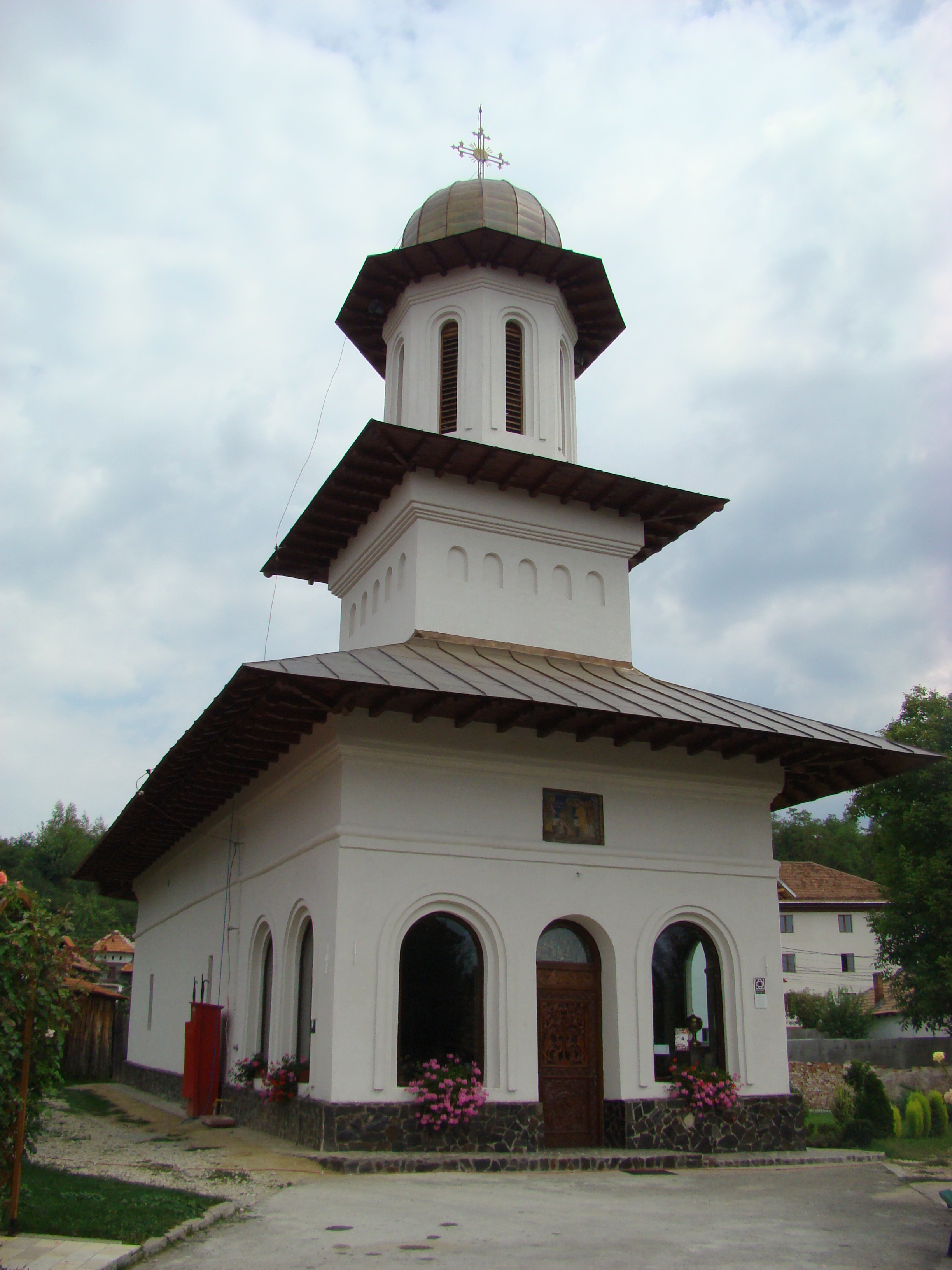
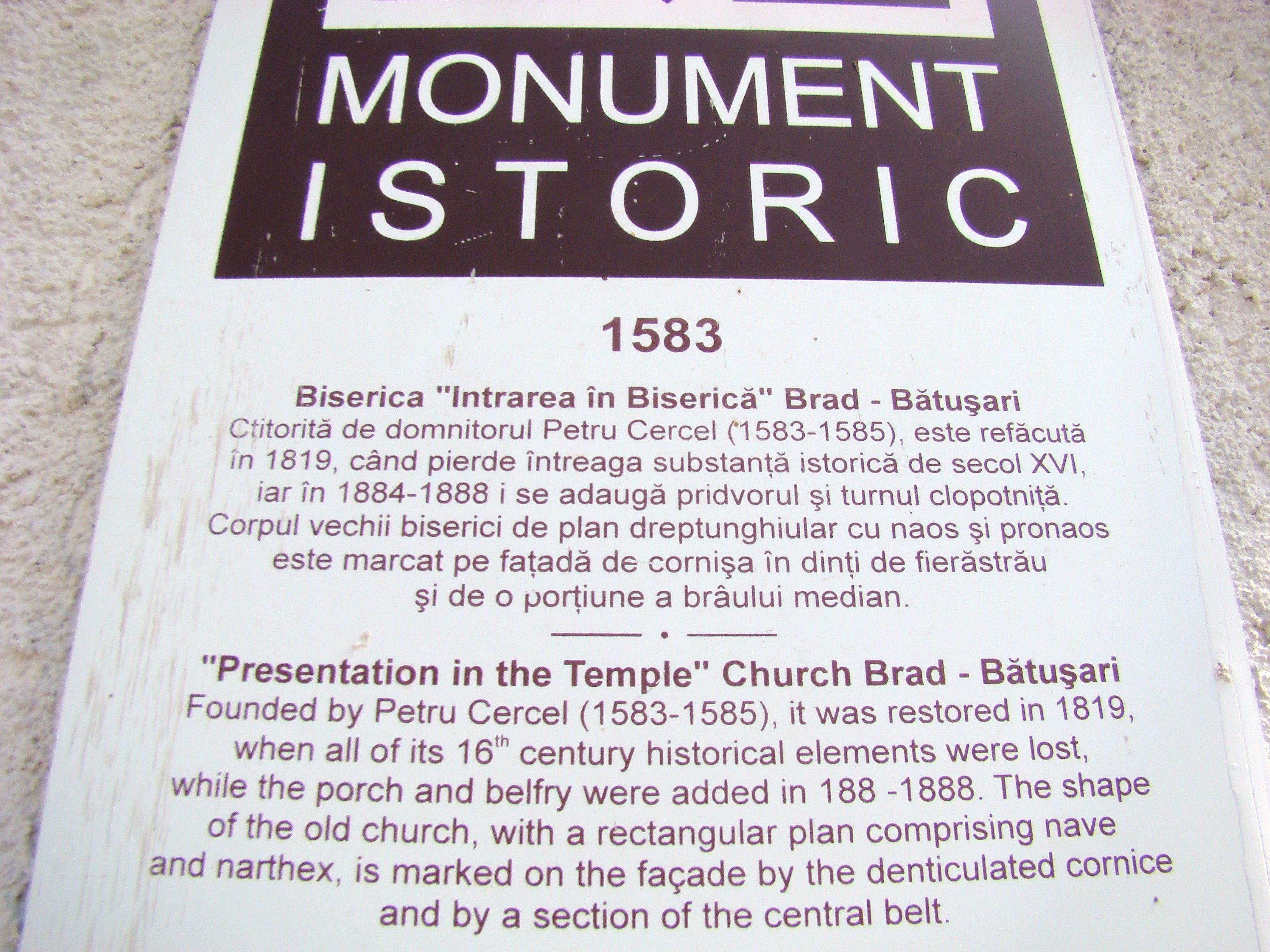
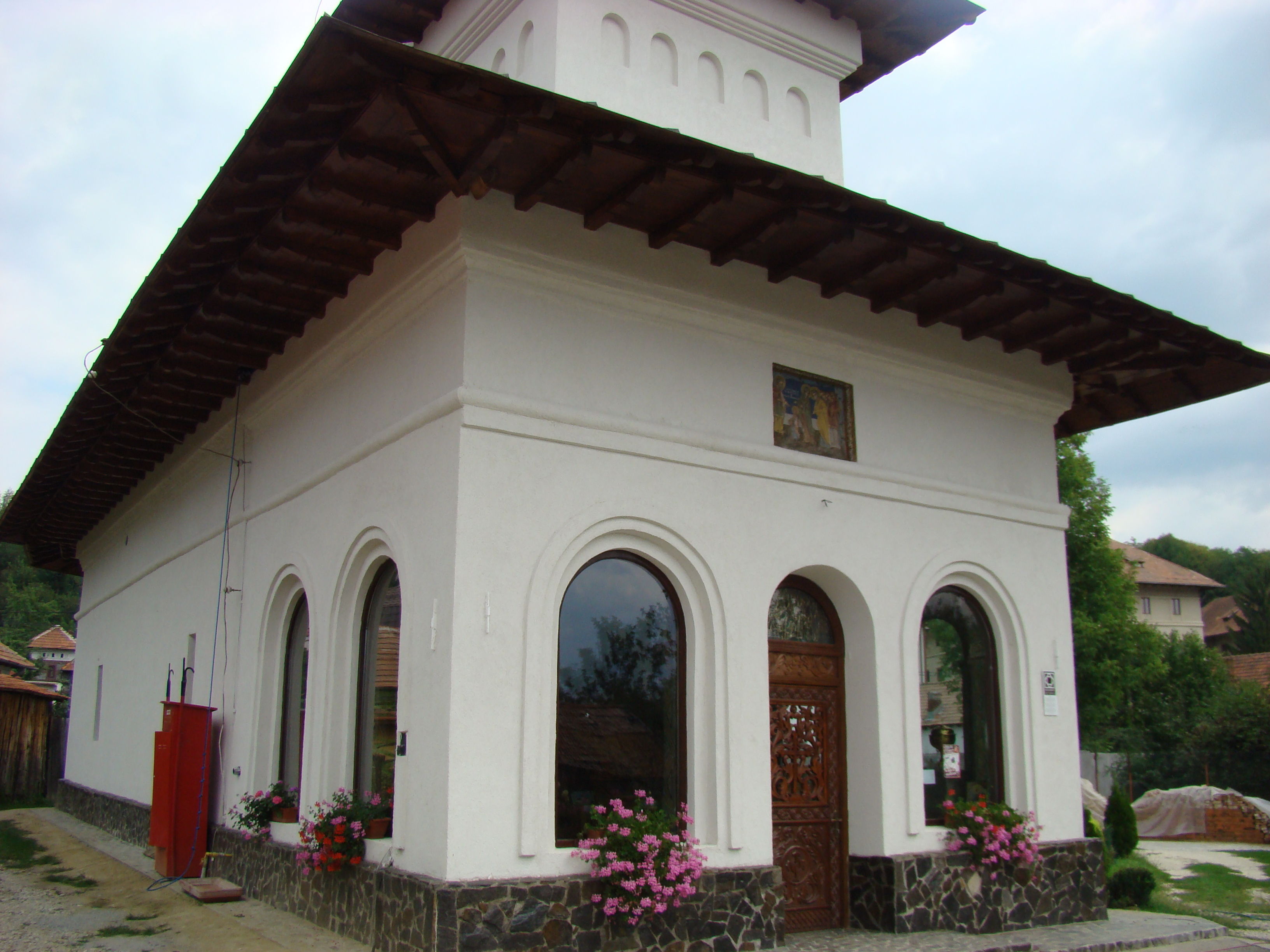
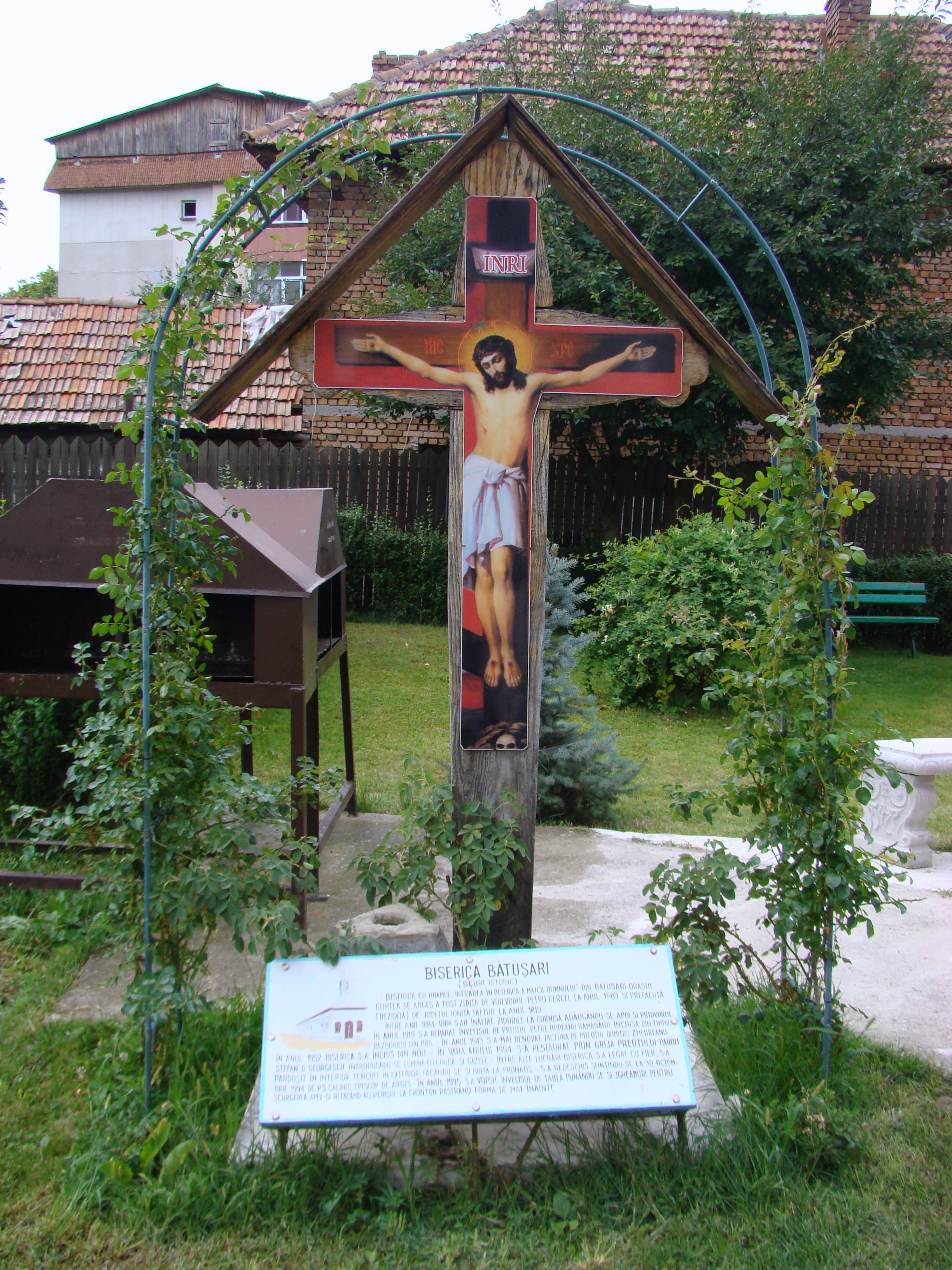
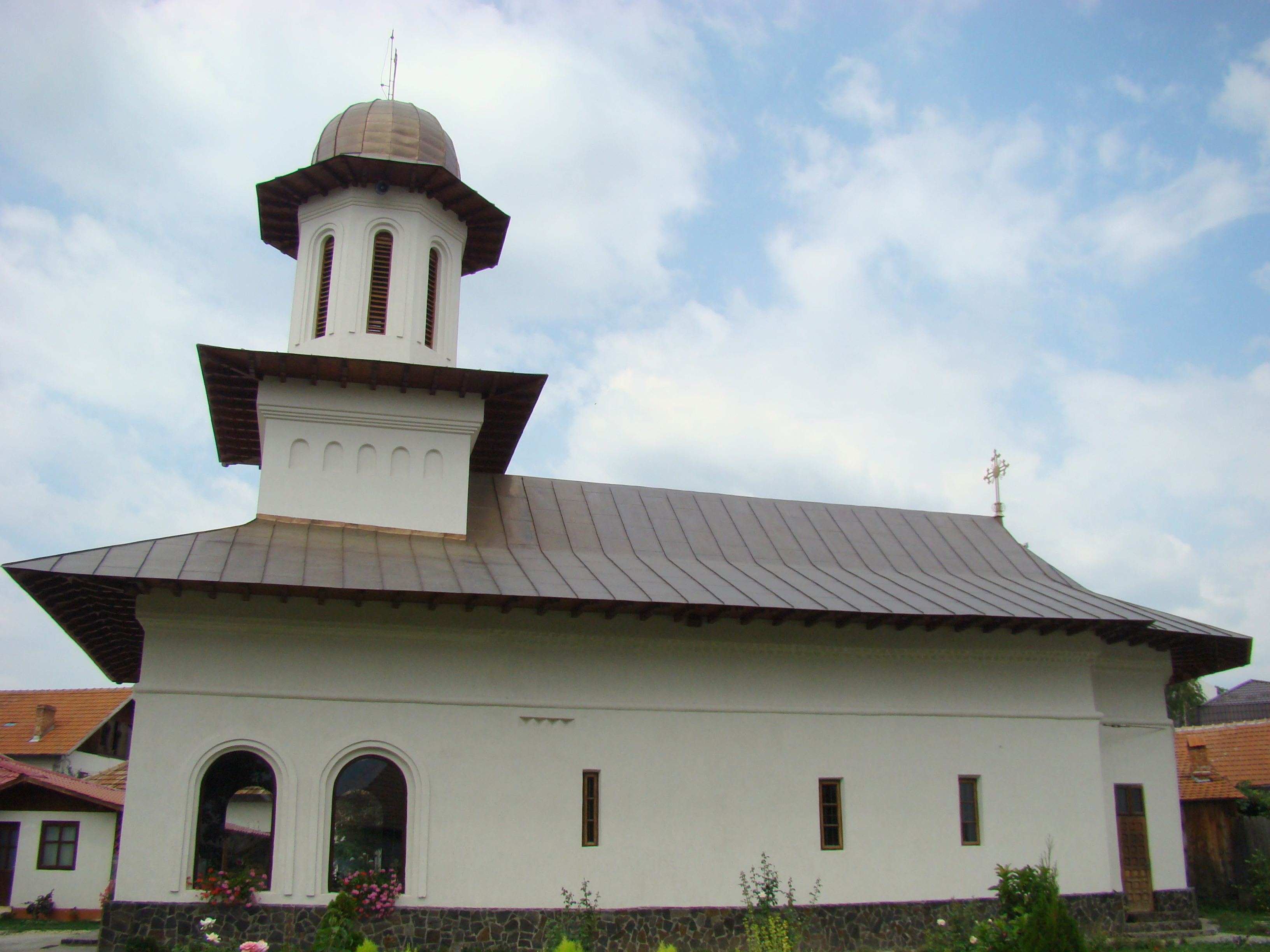
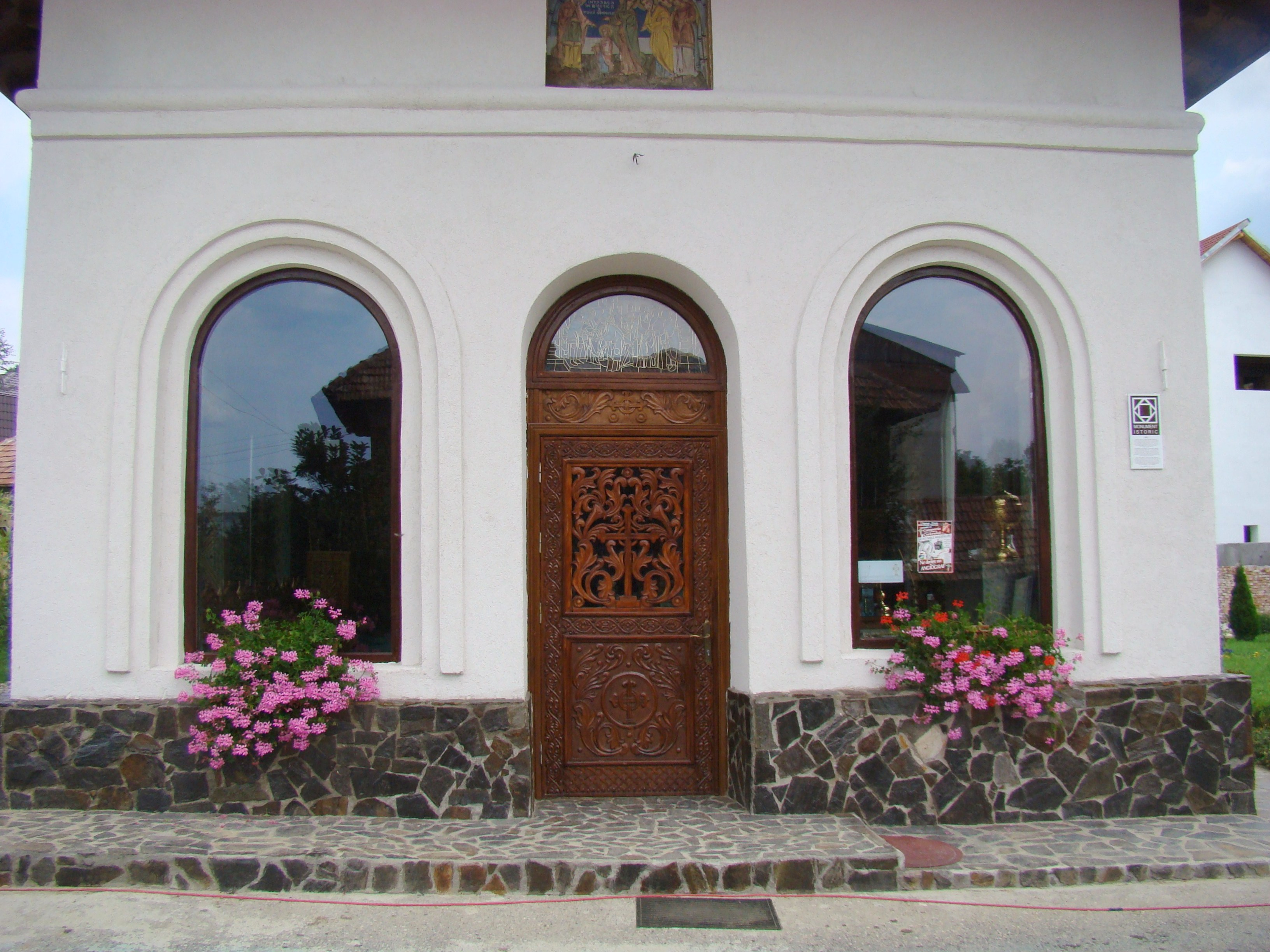
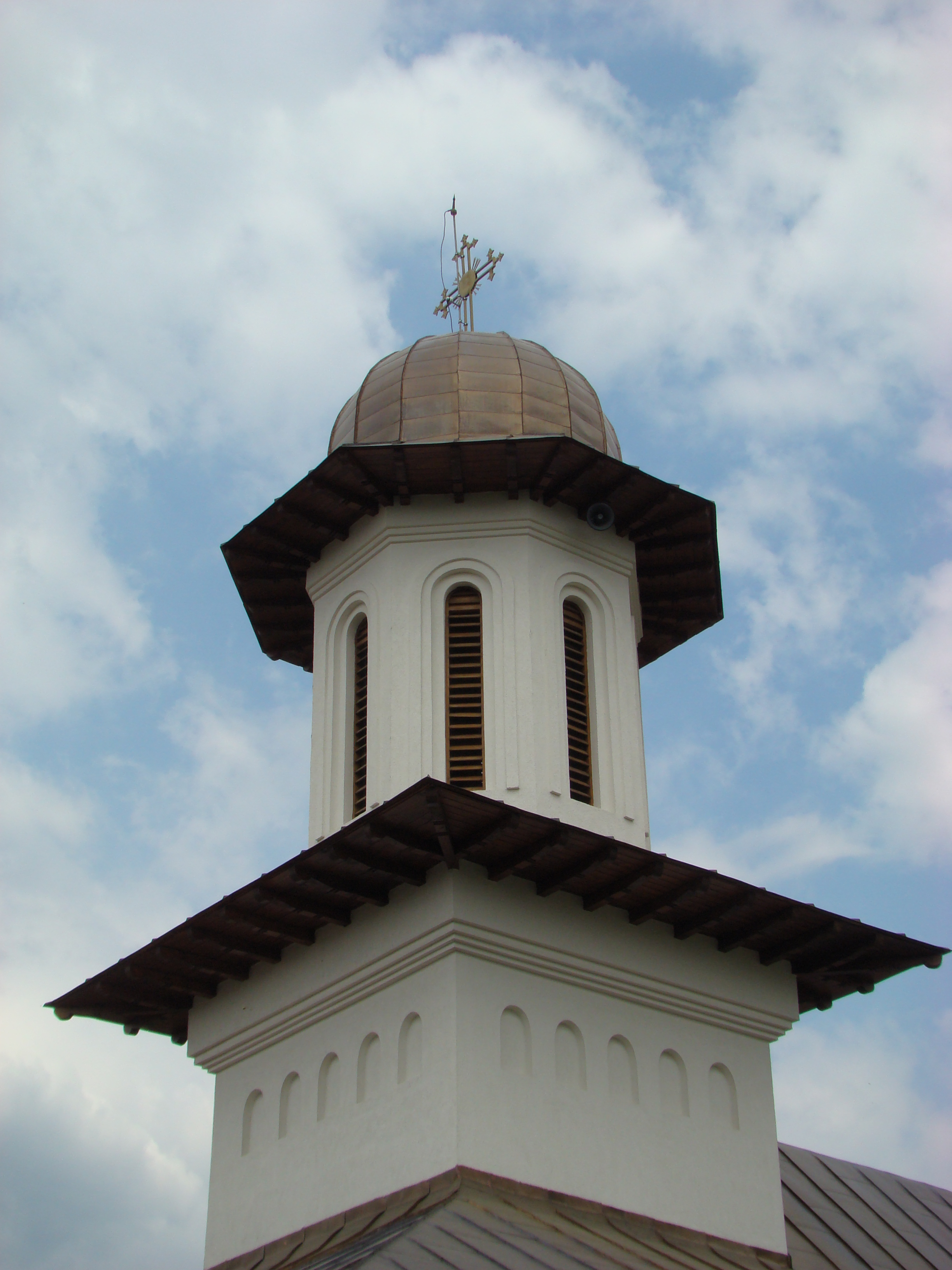
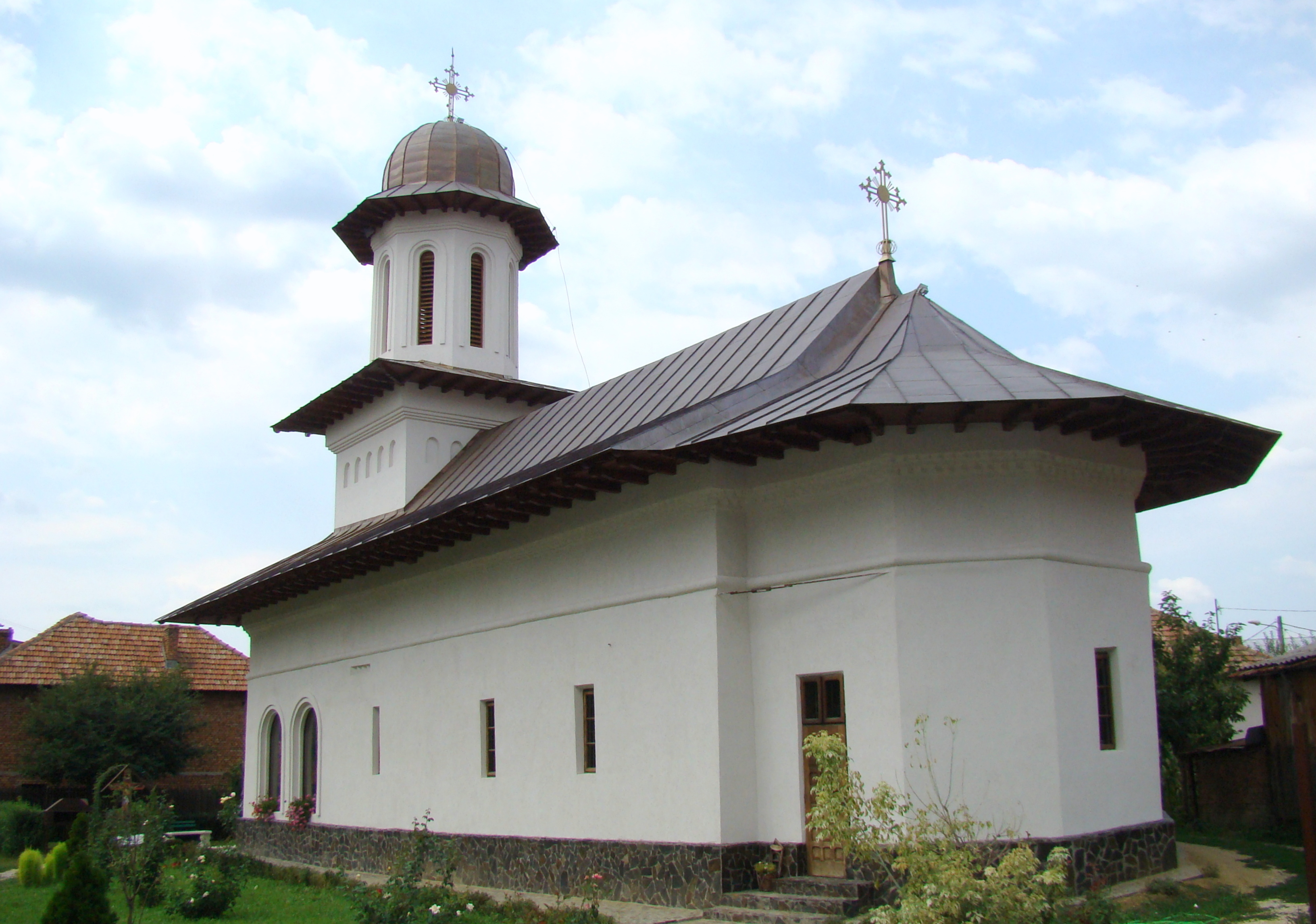
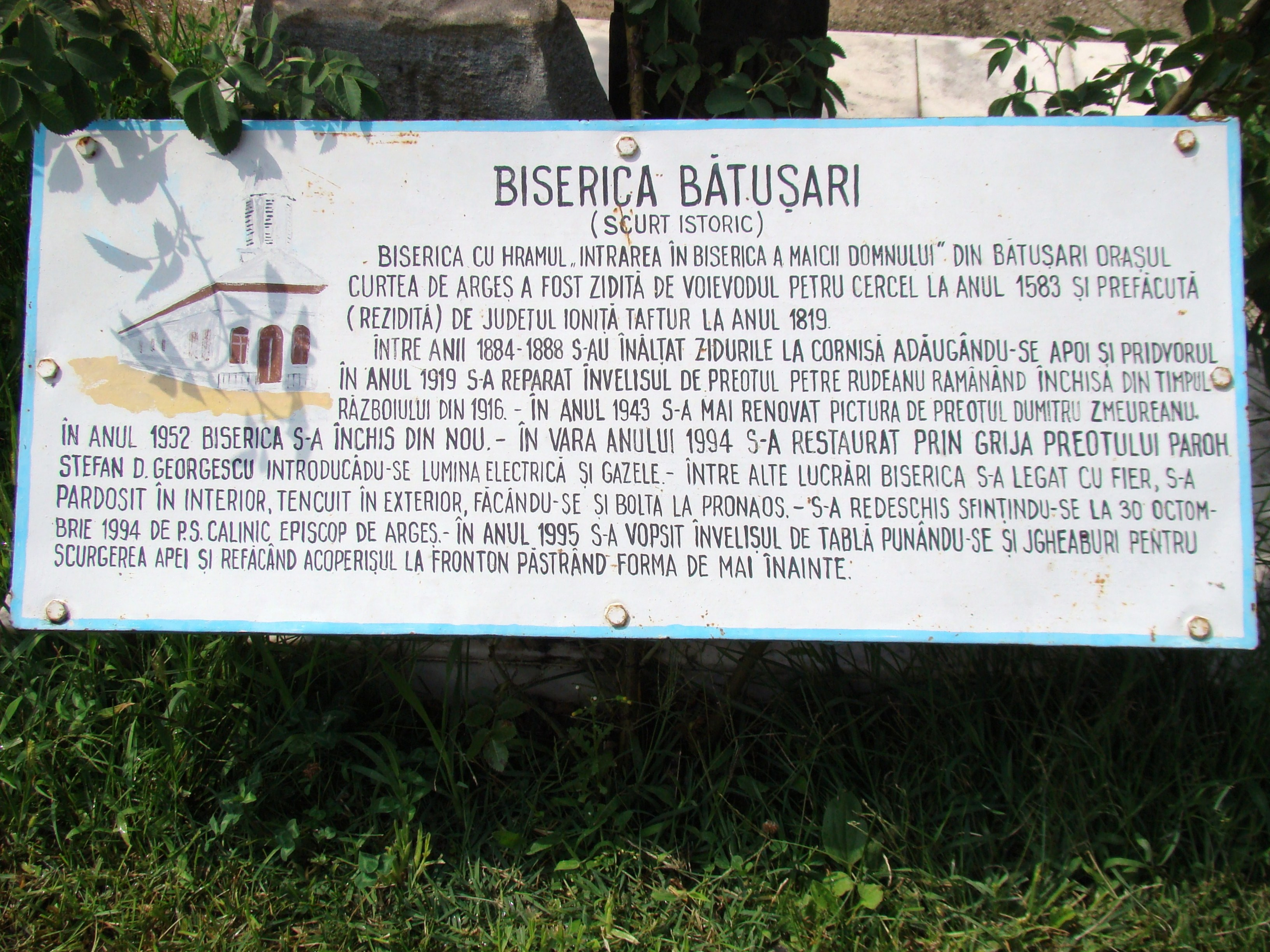
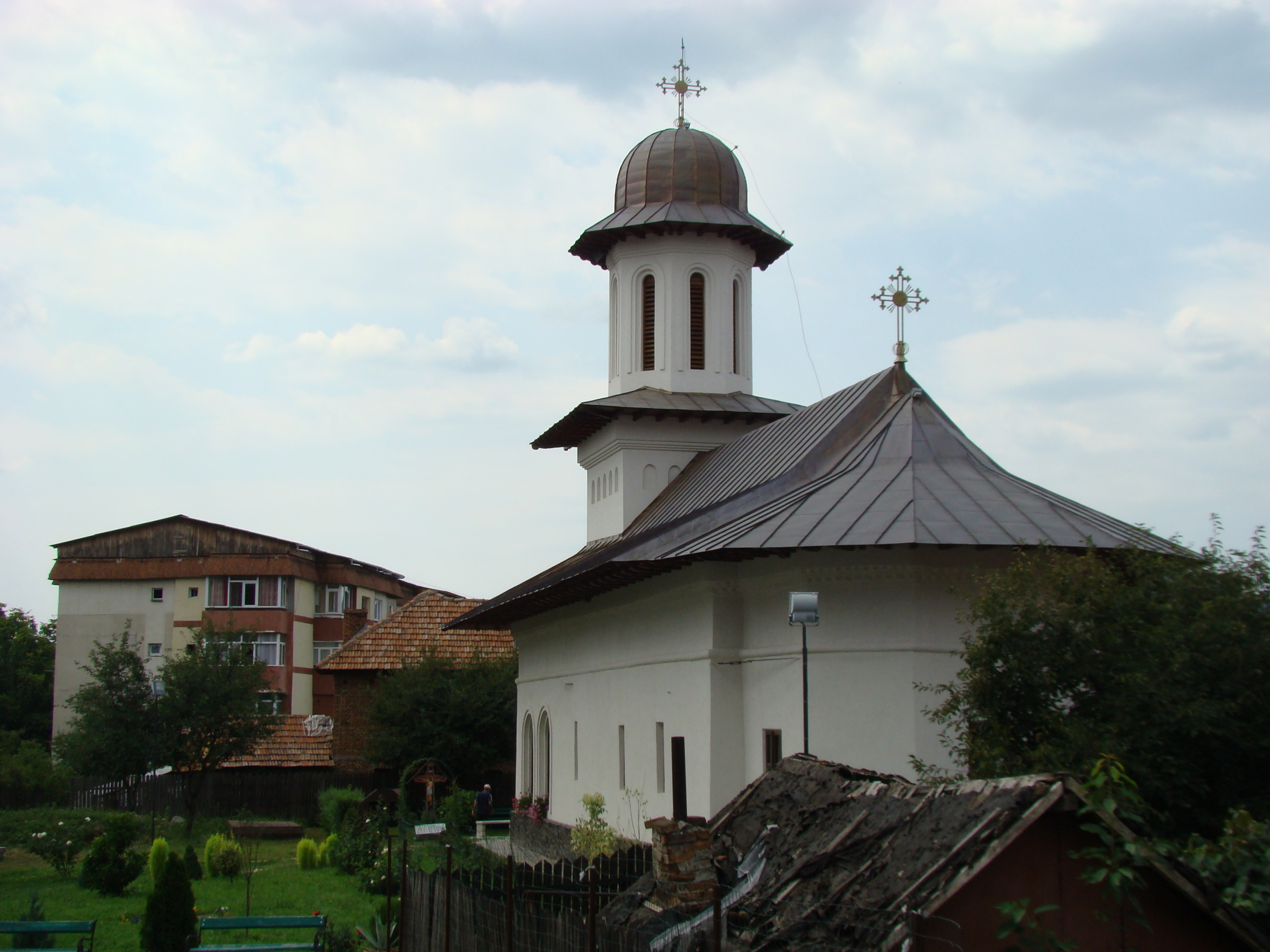

## Imagini din interior

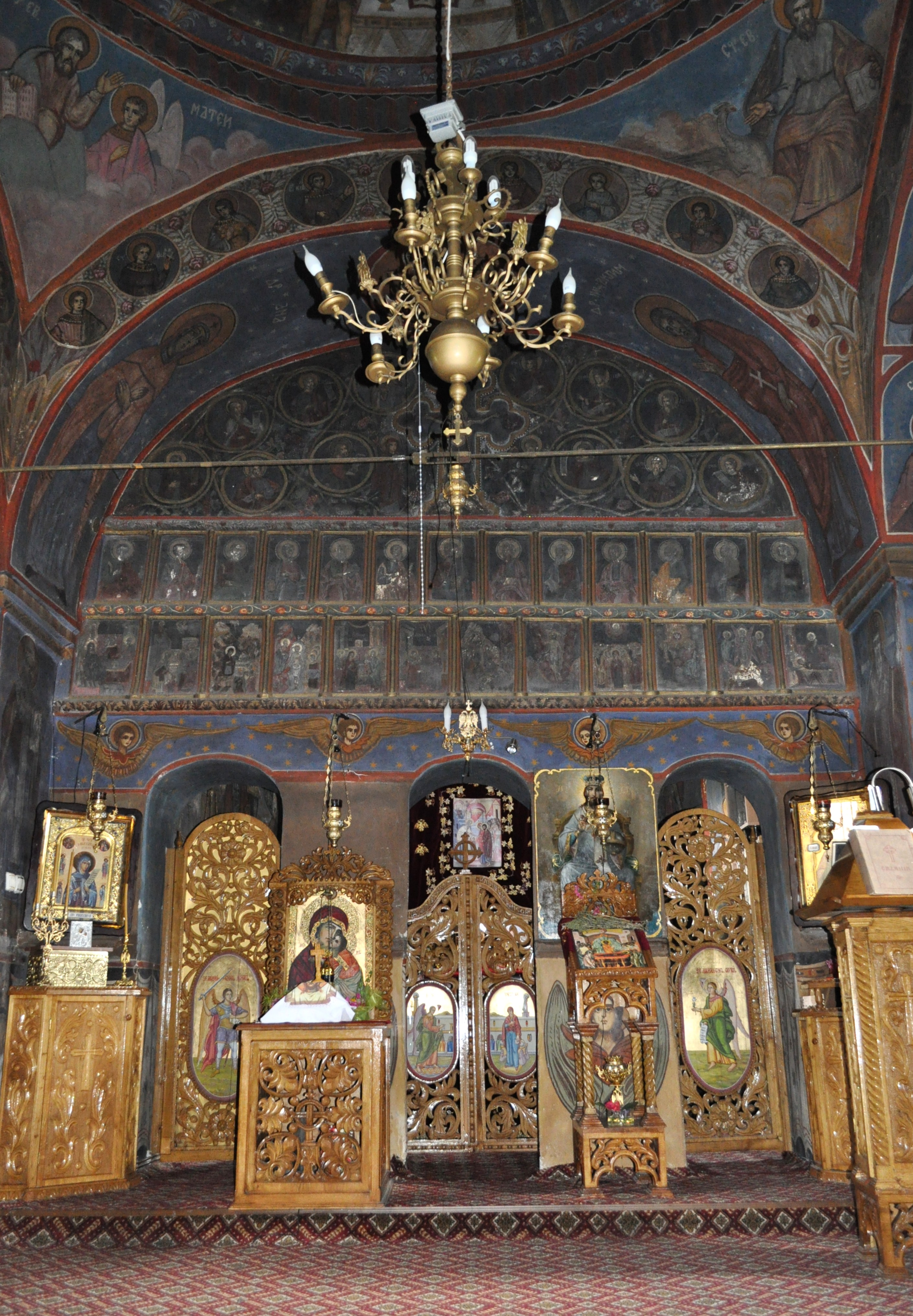
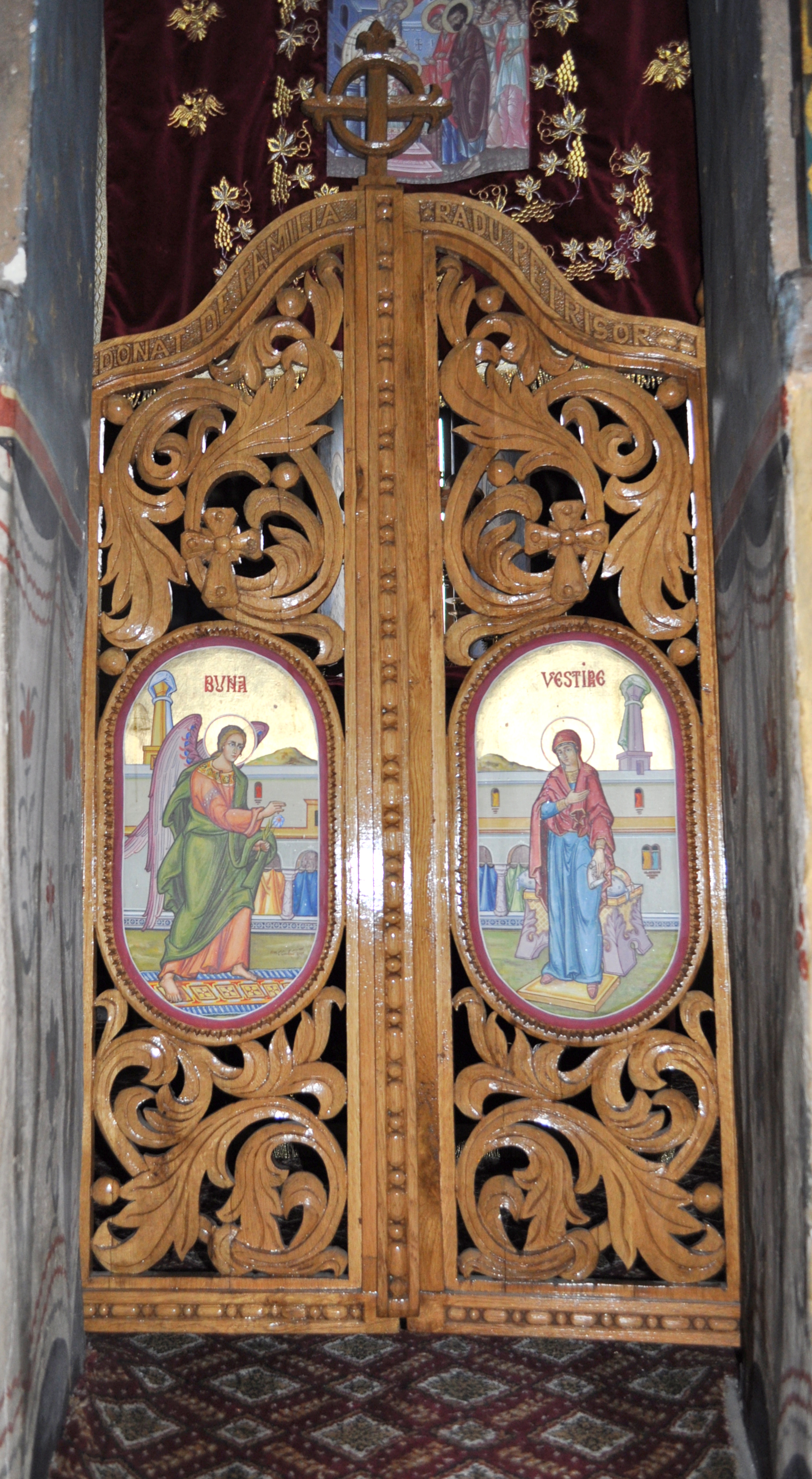
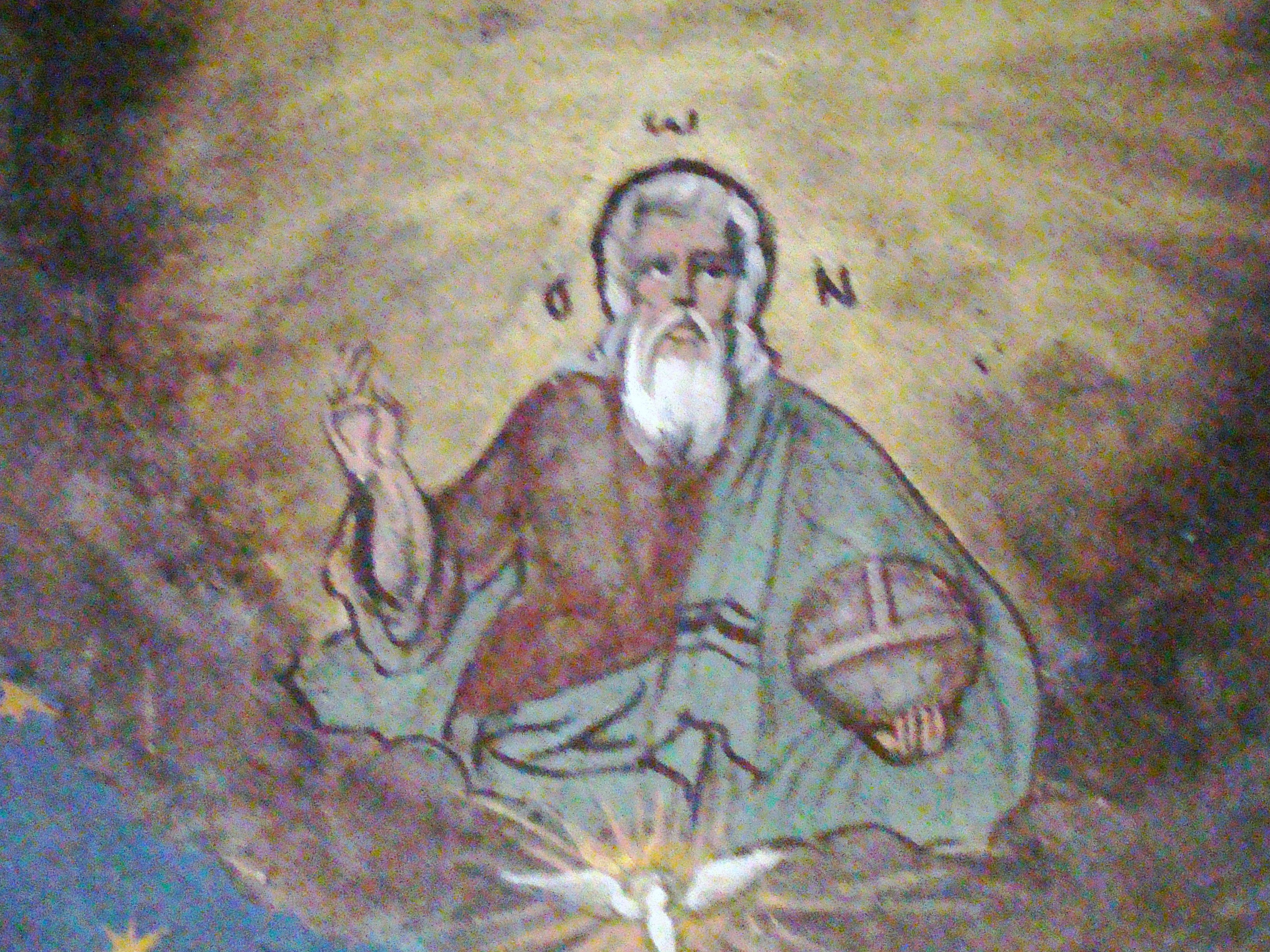
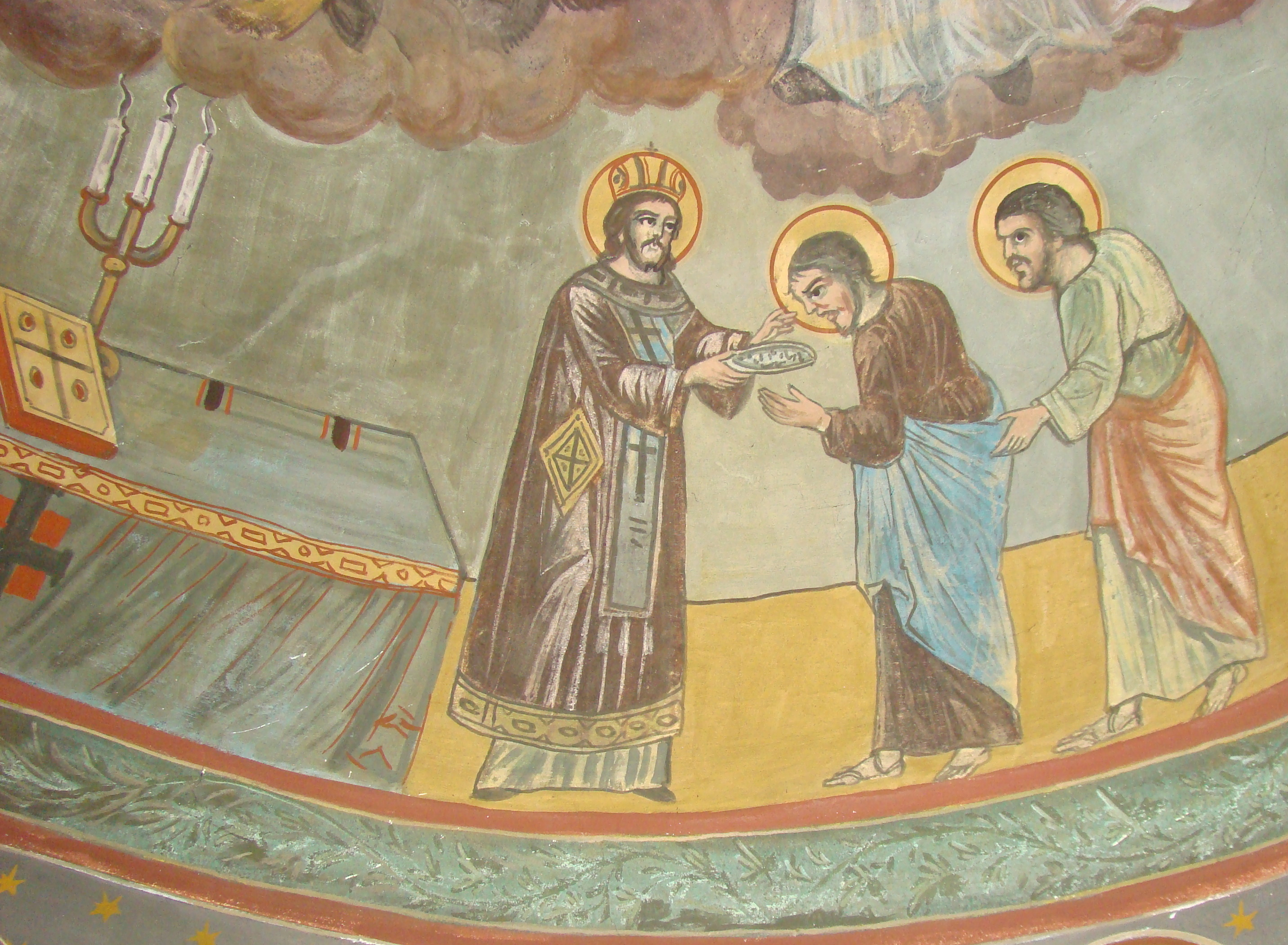
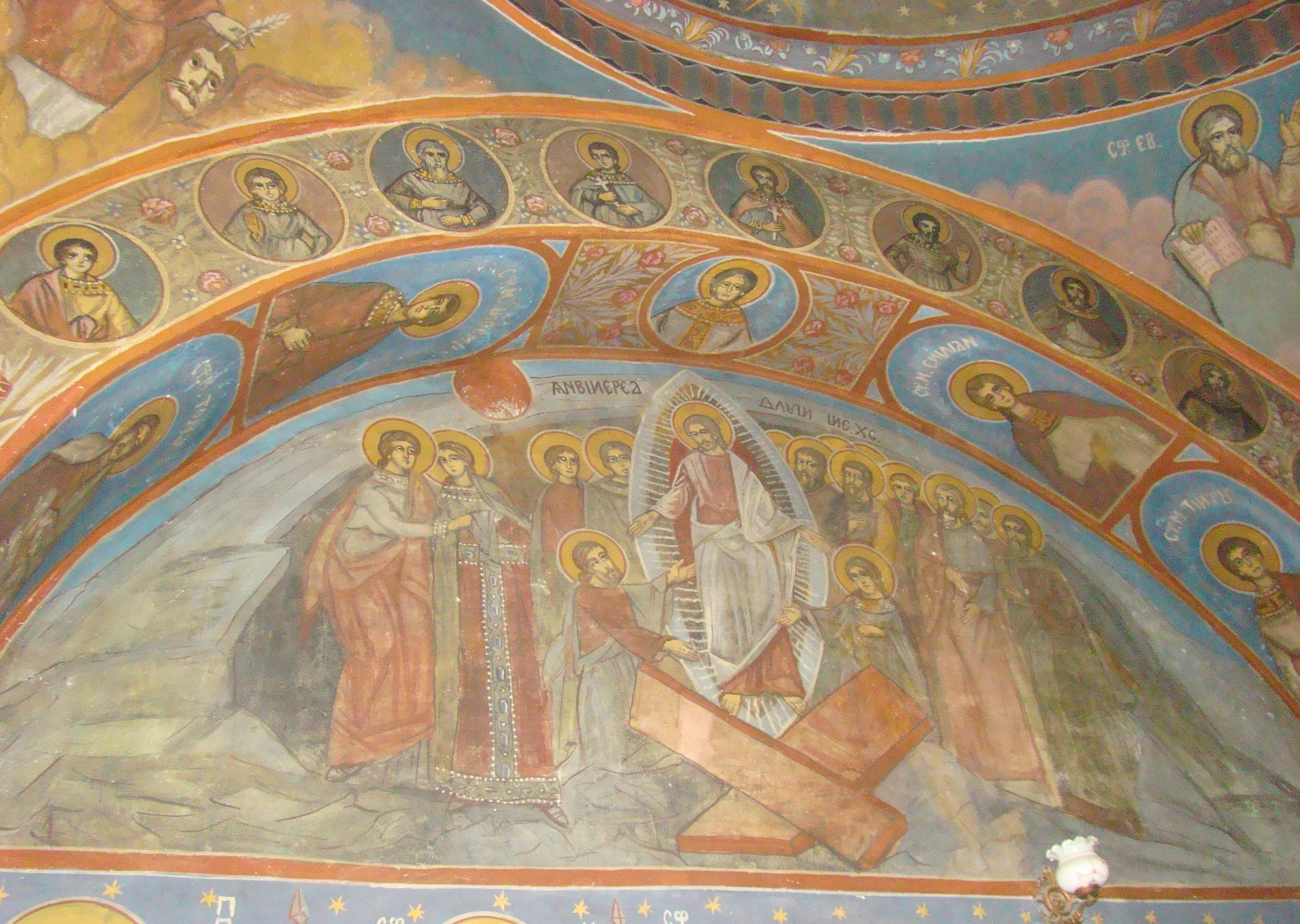
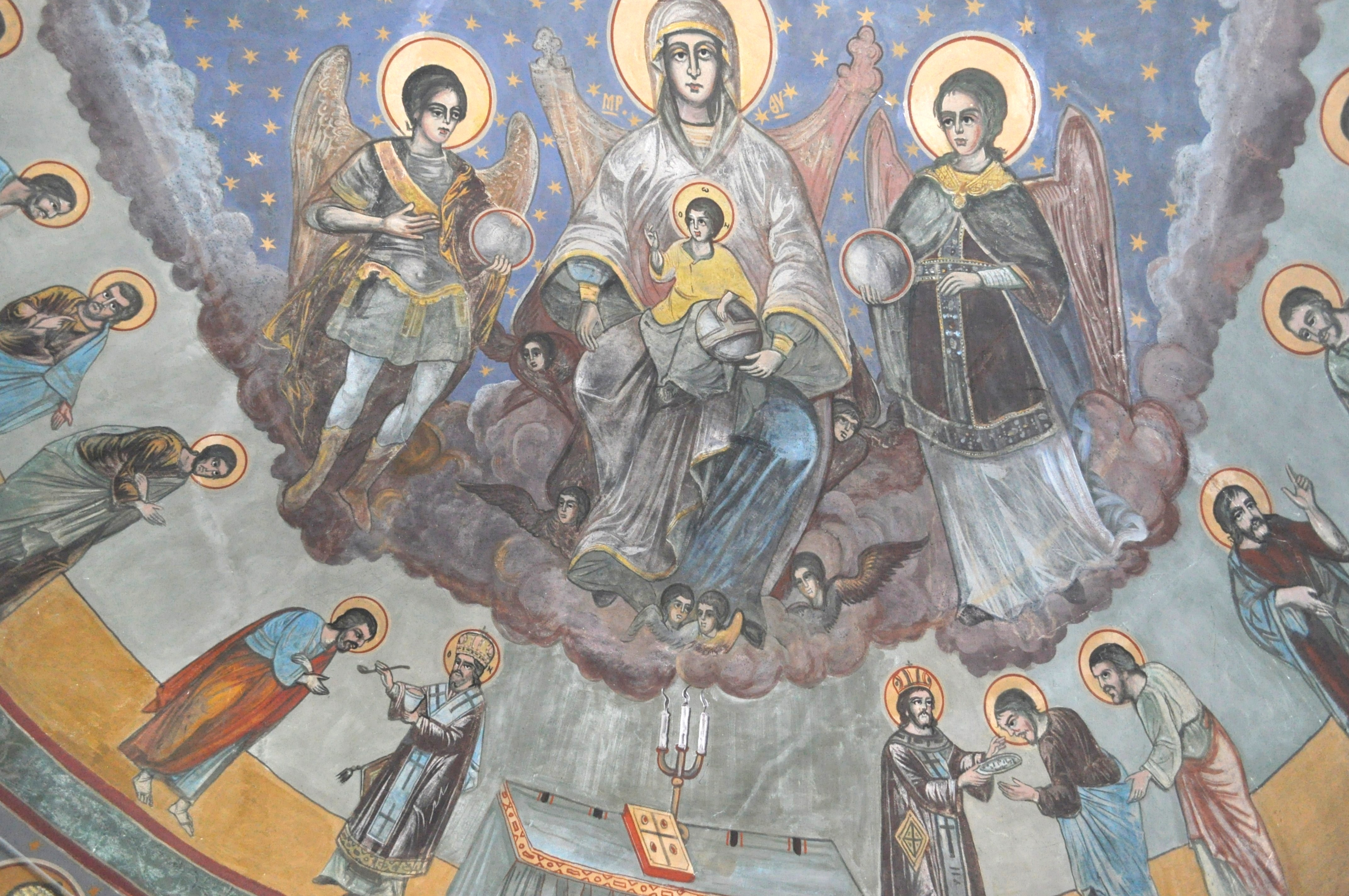
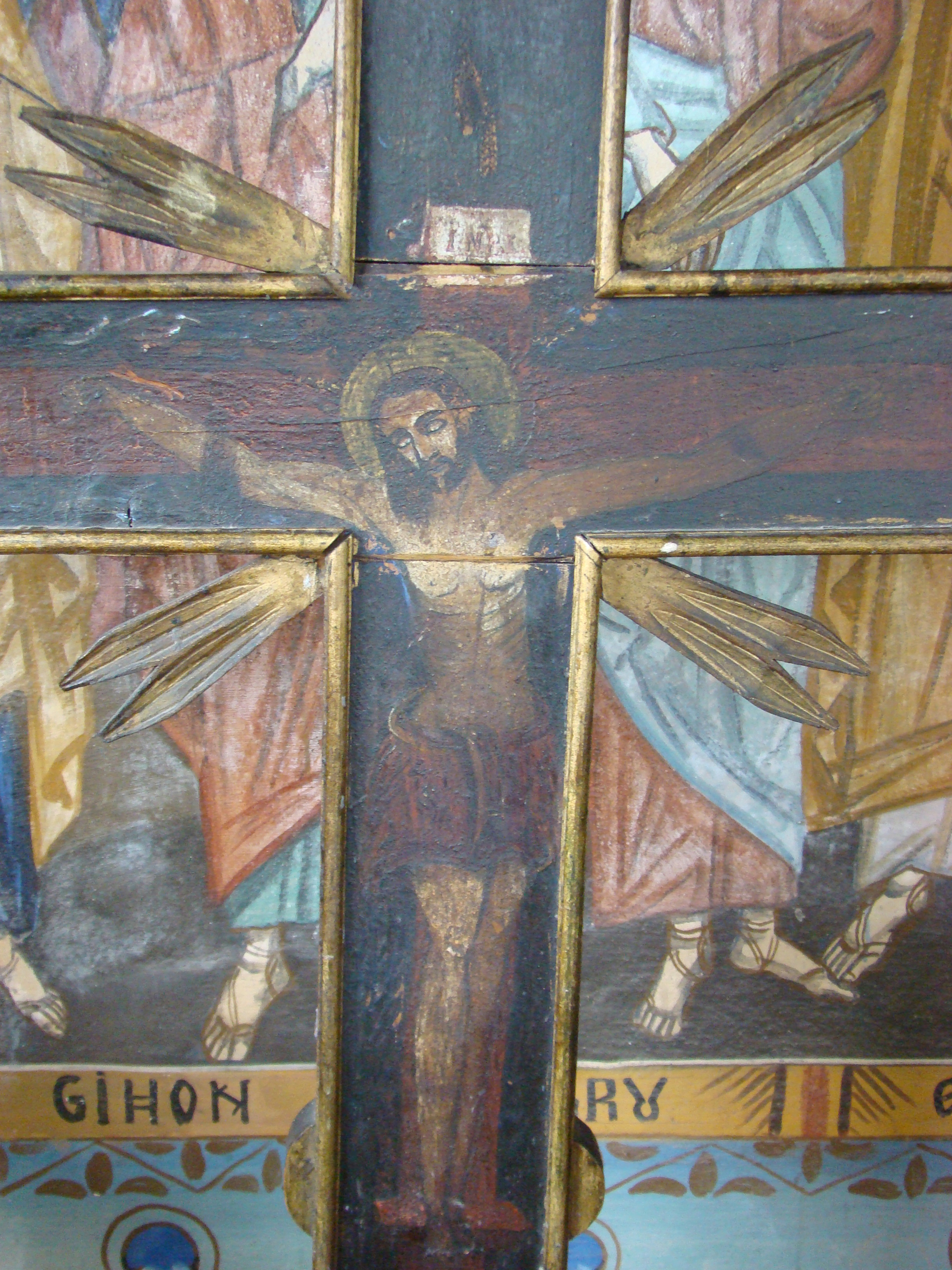
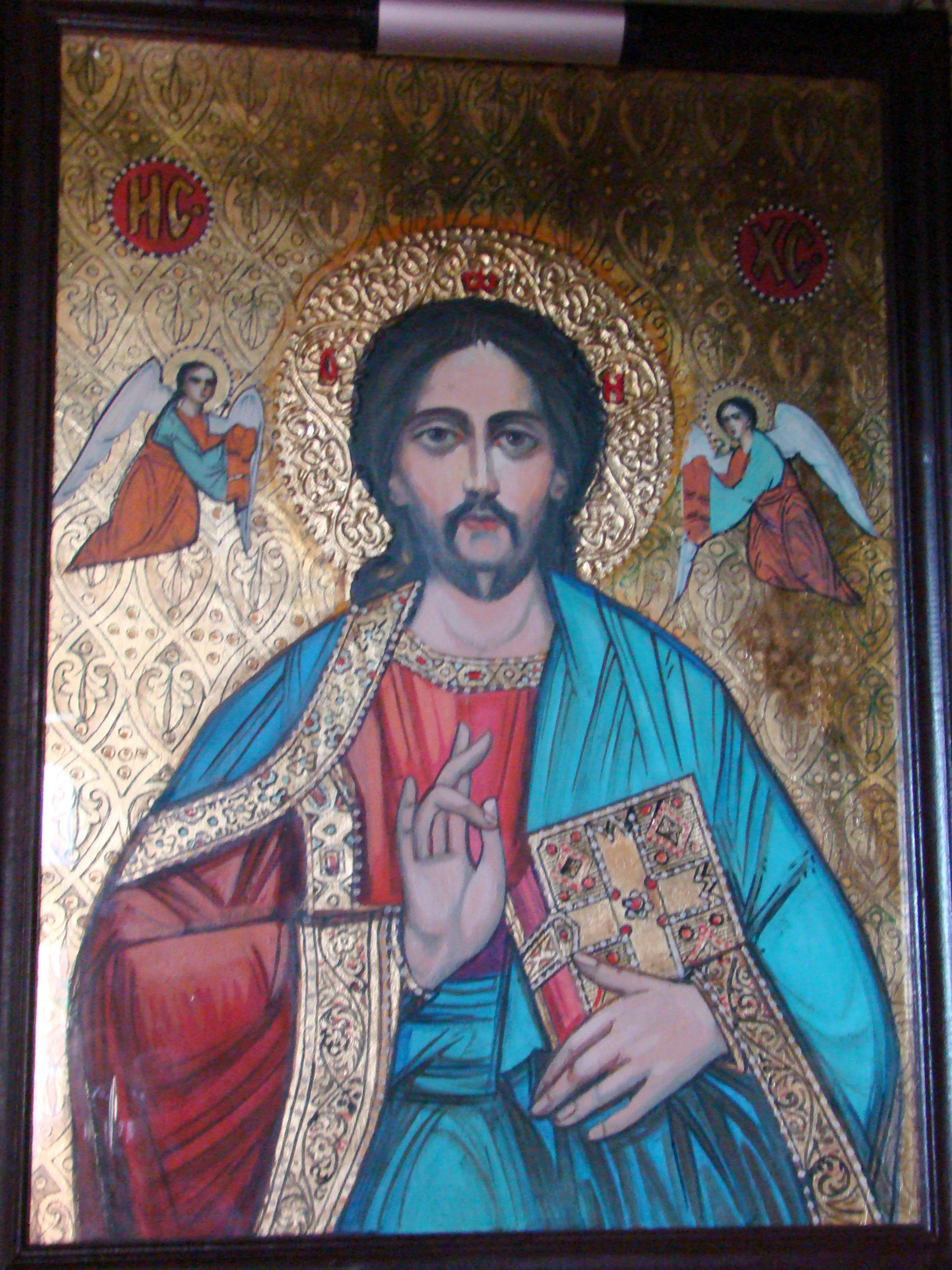
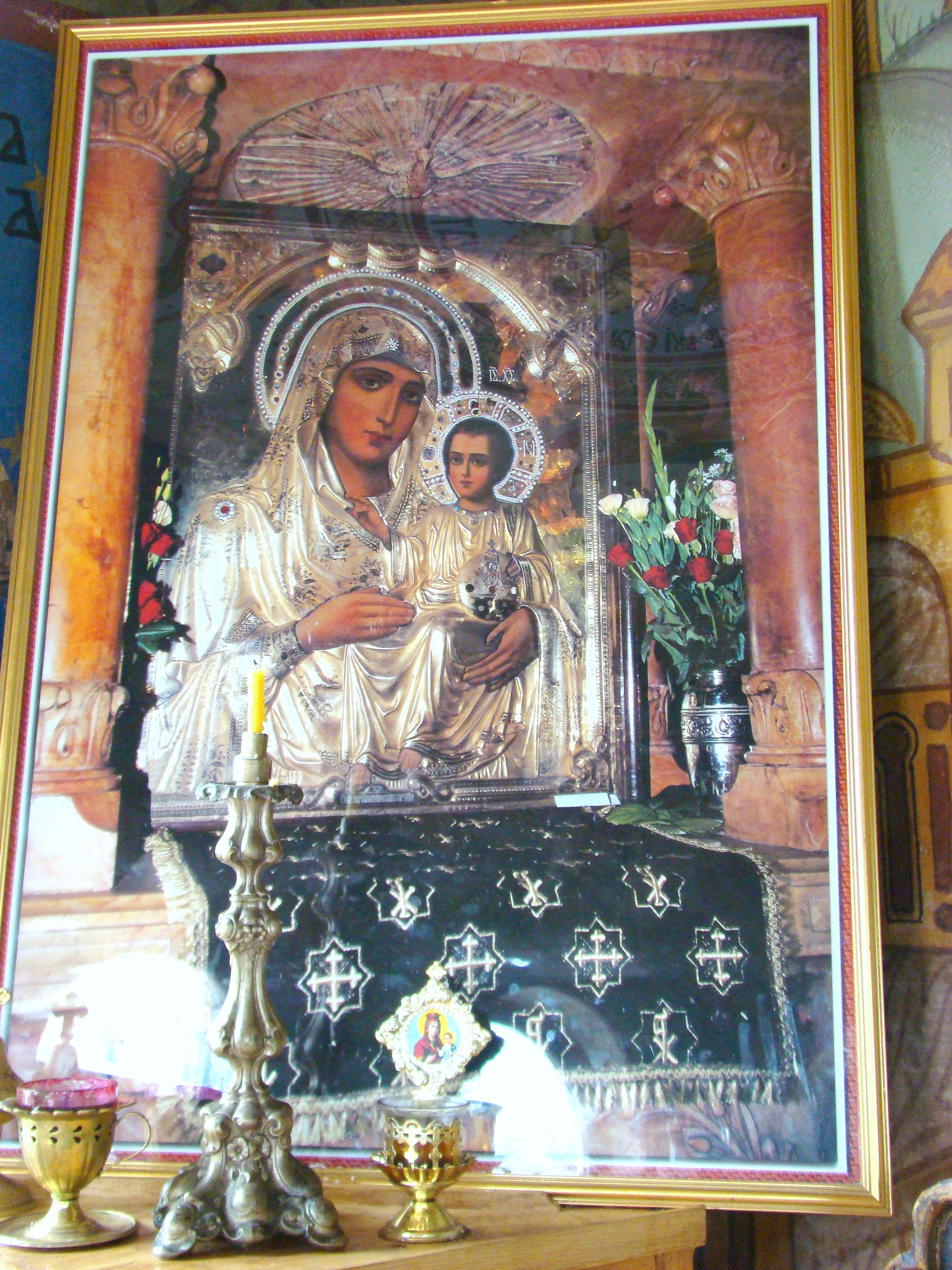
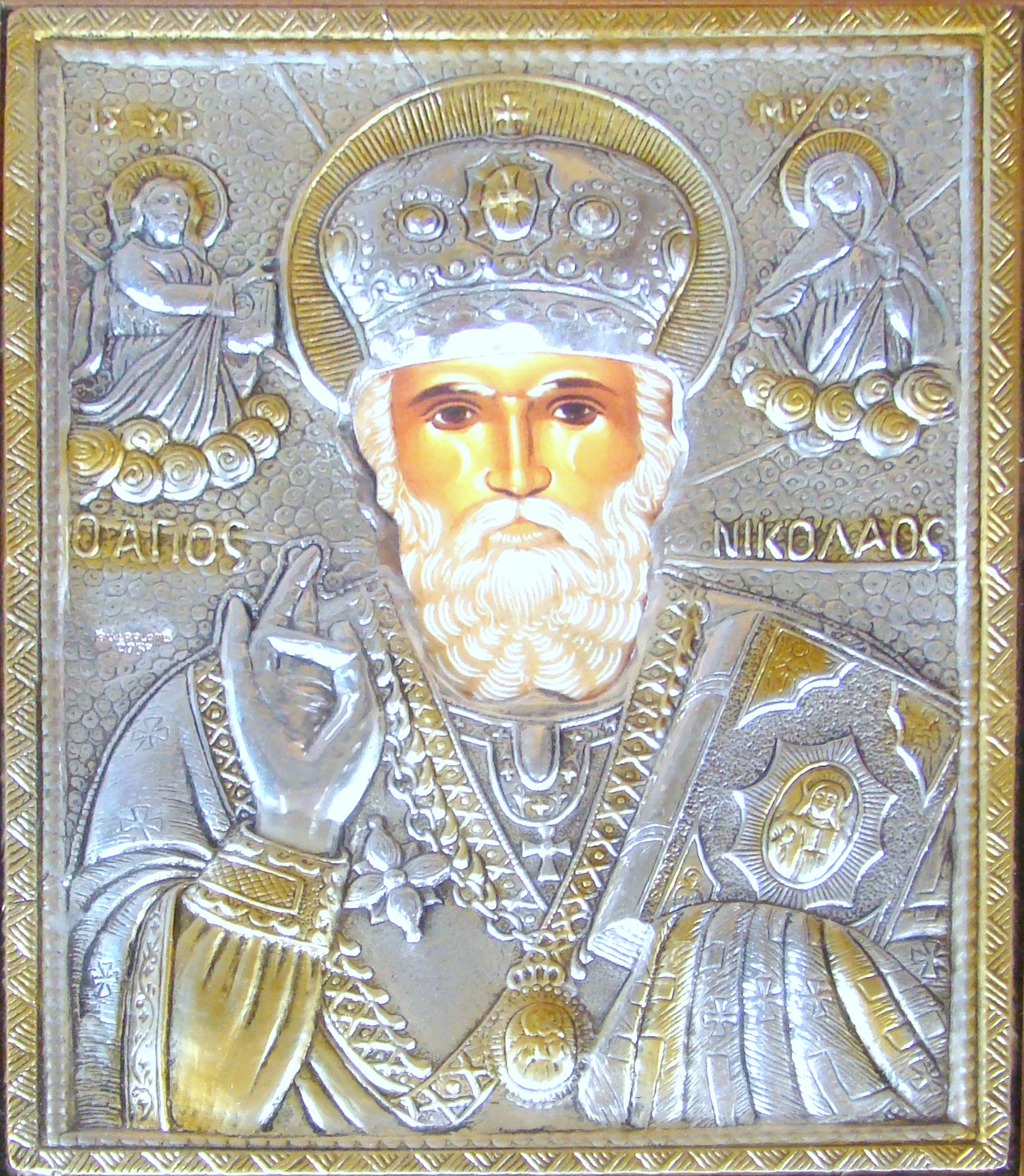
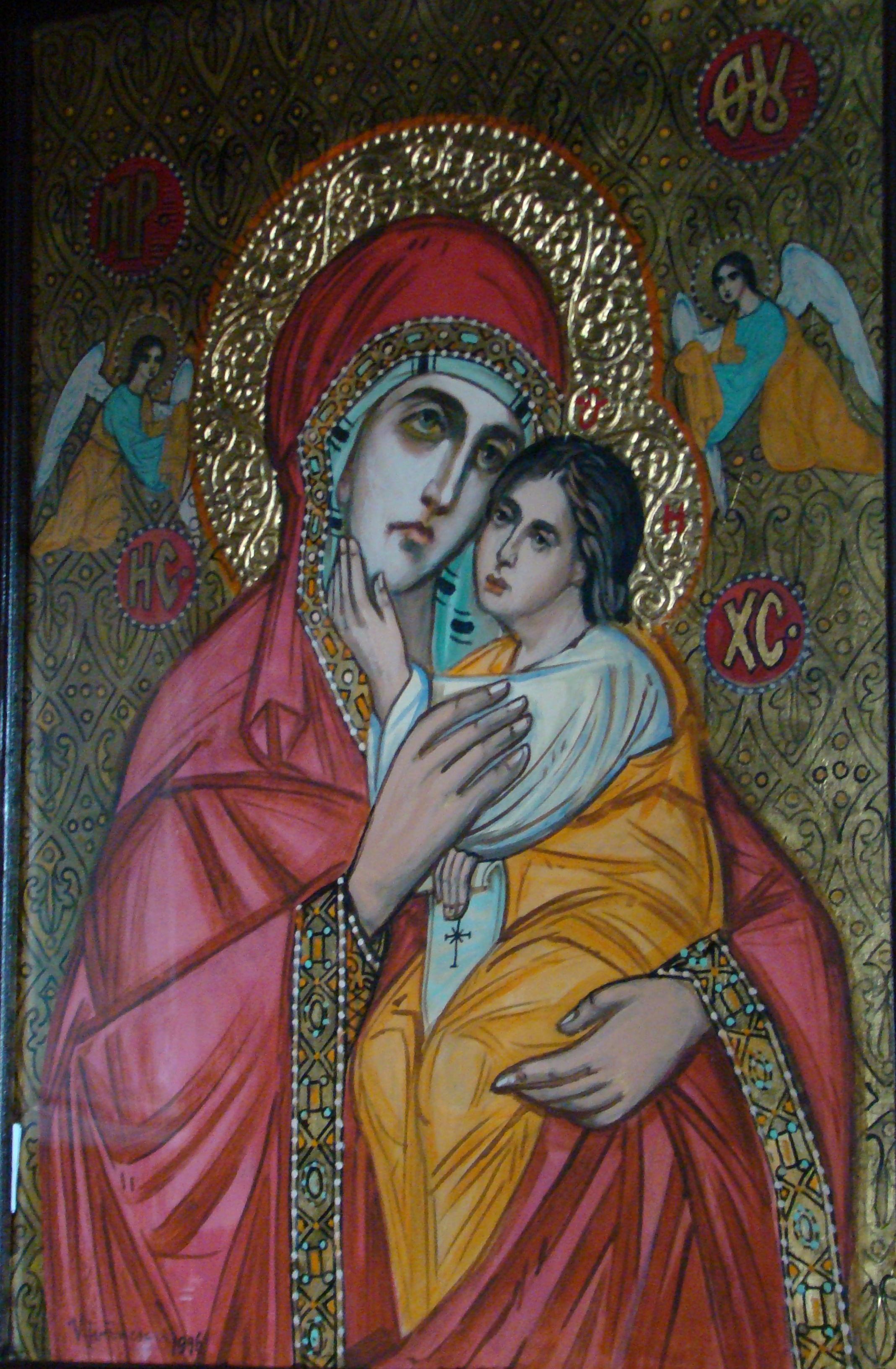
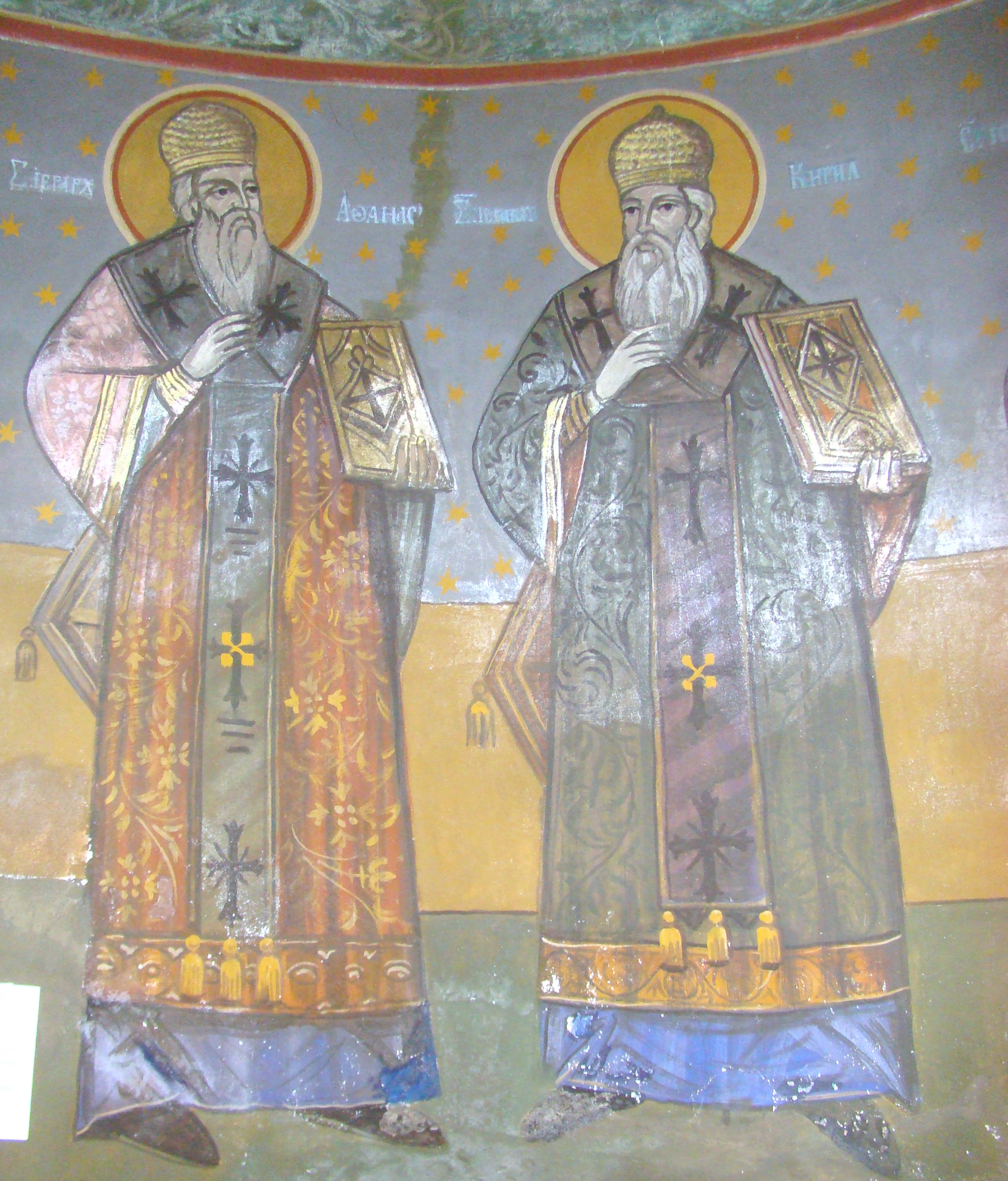
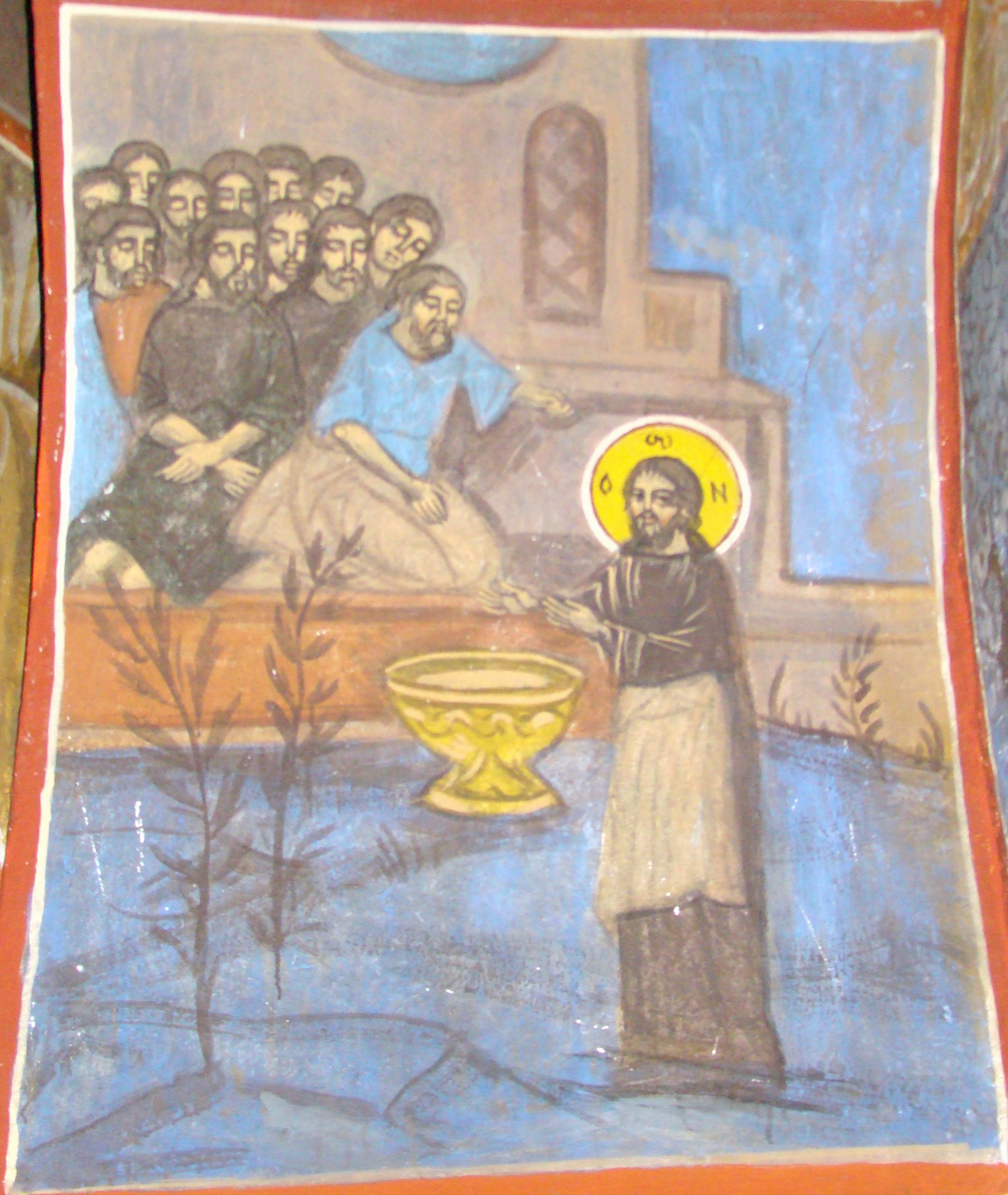
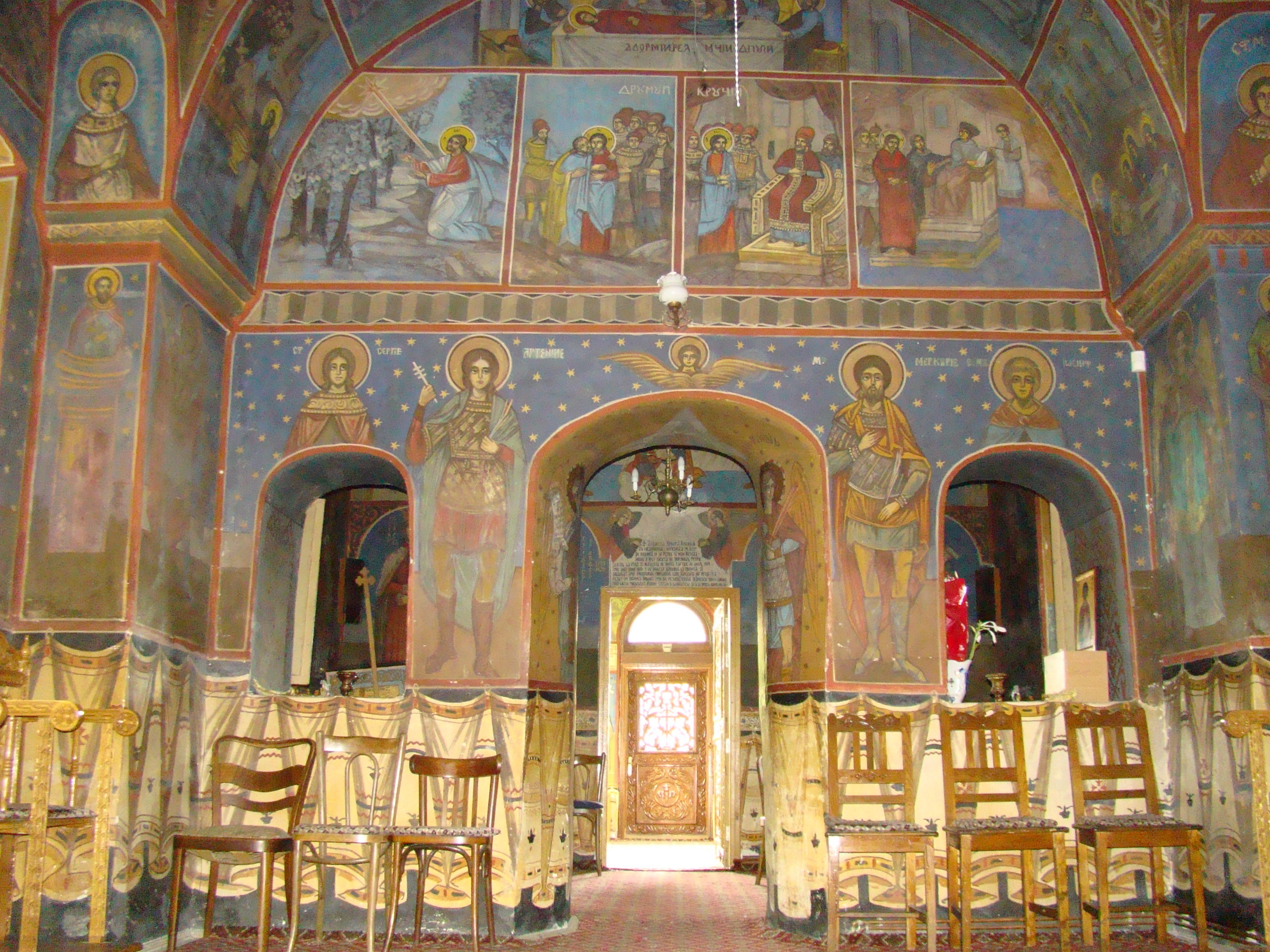
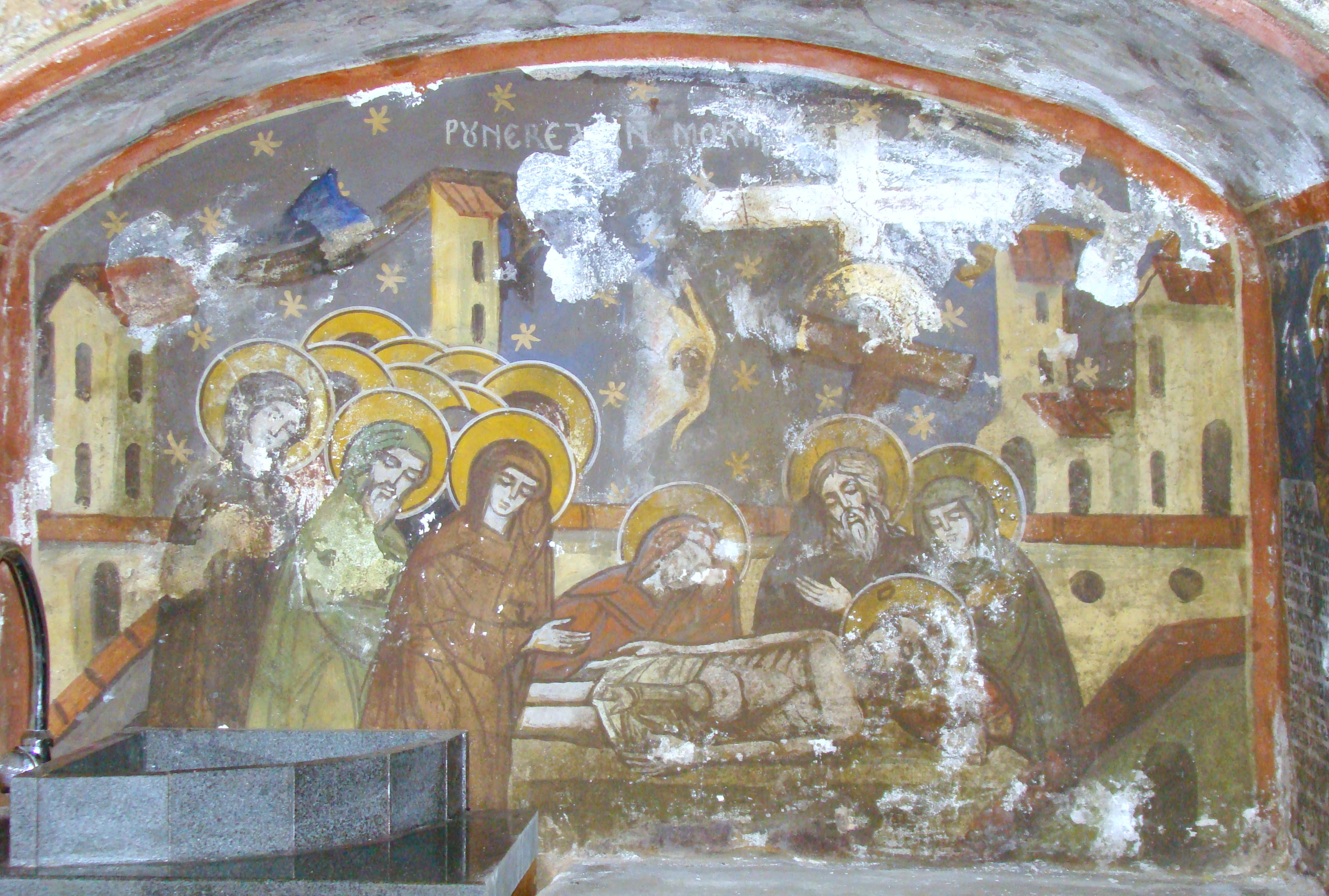
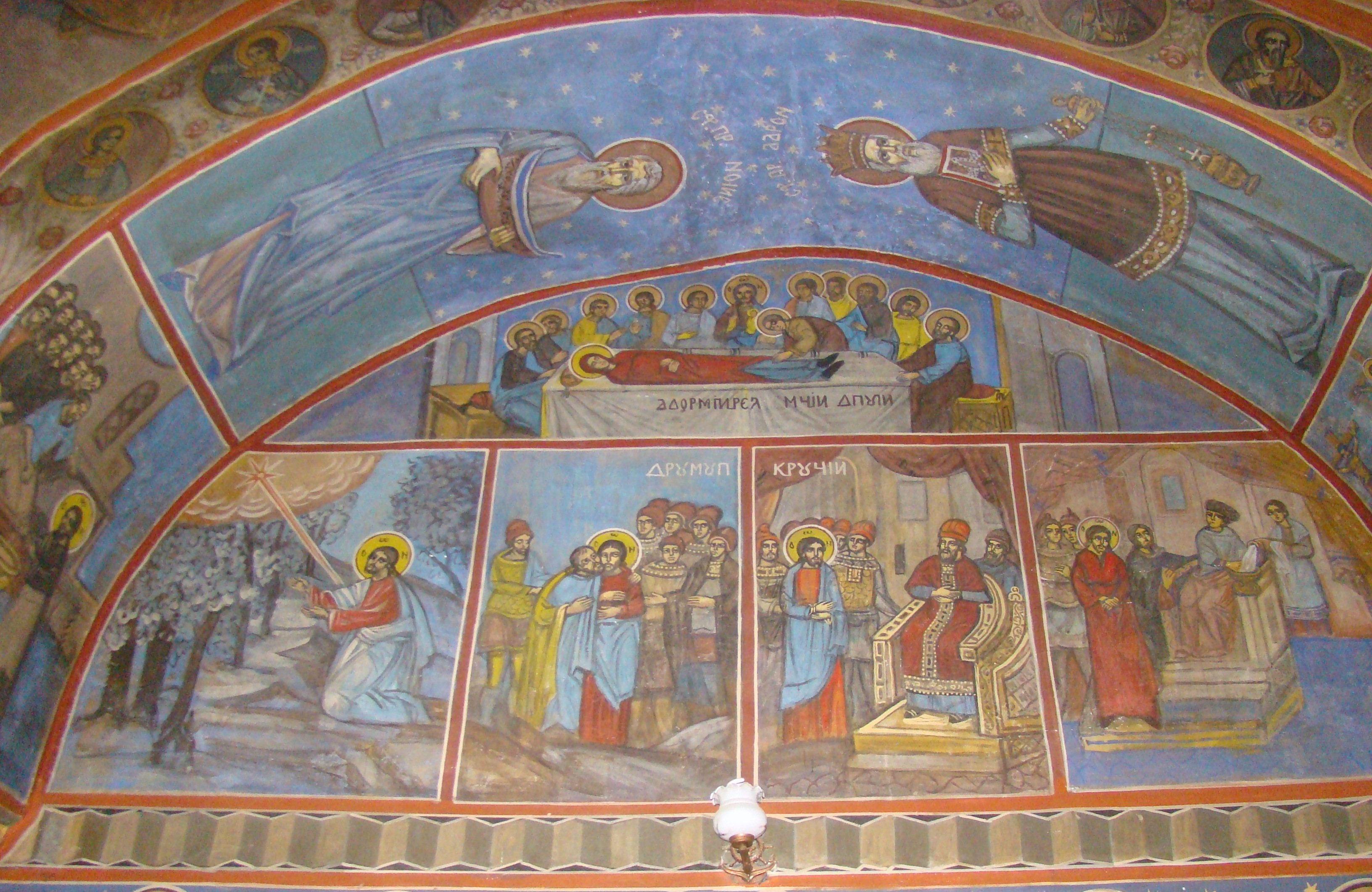
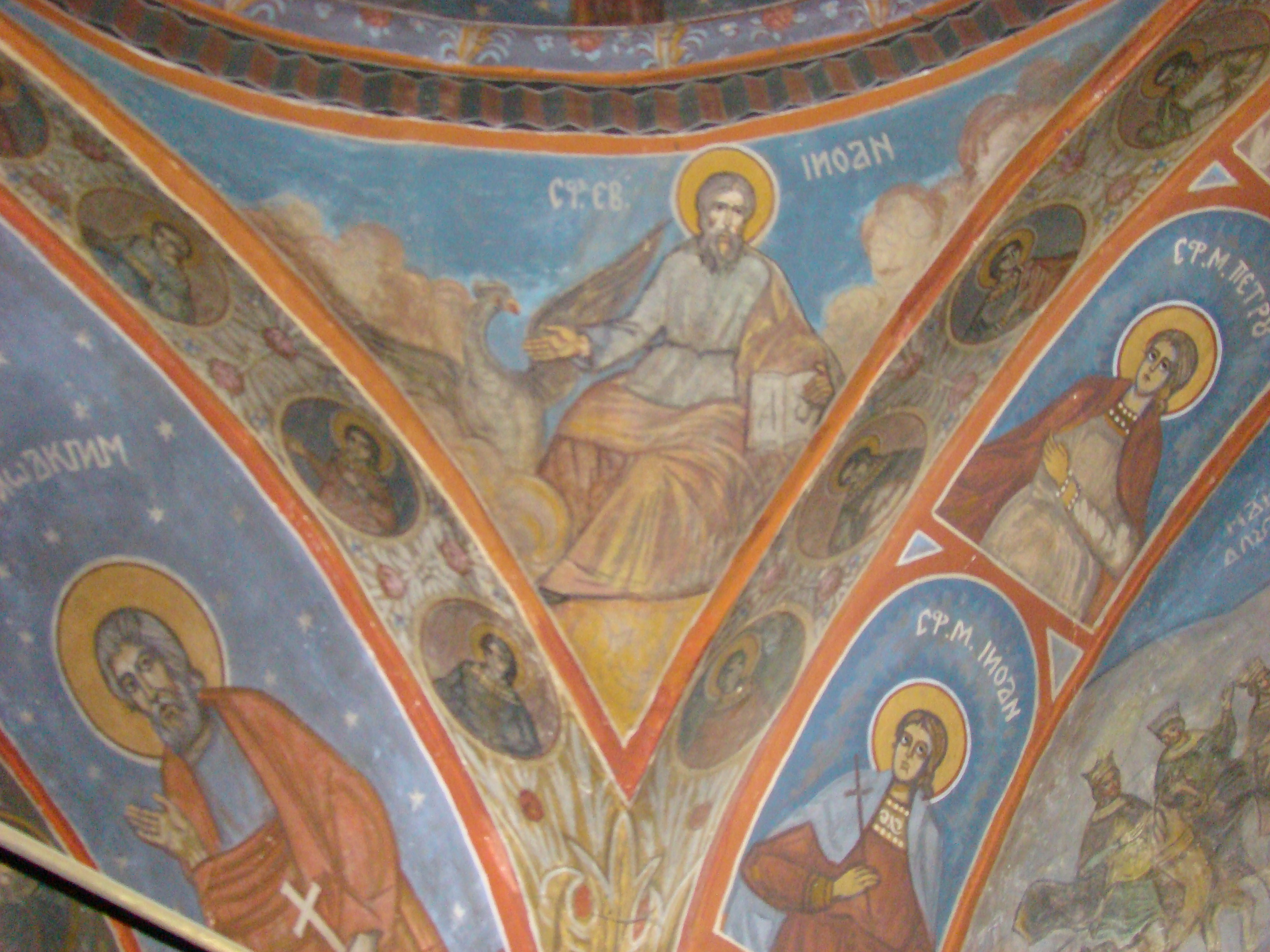
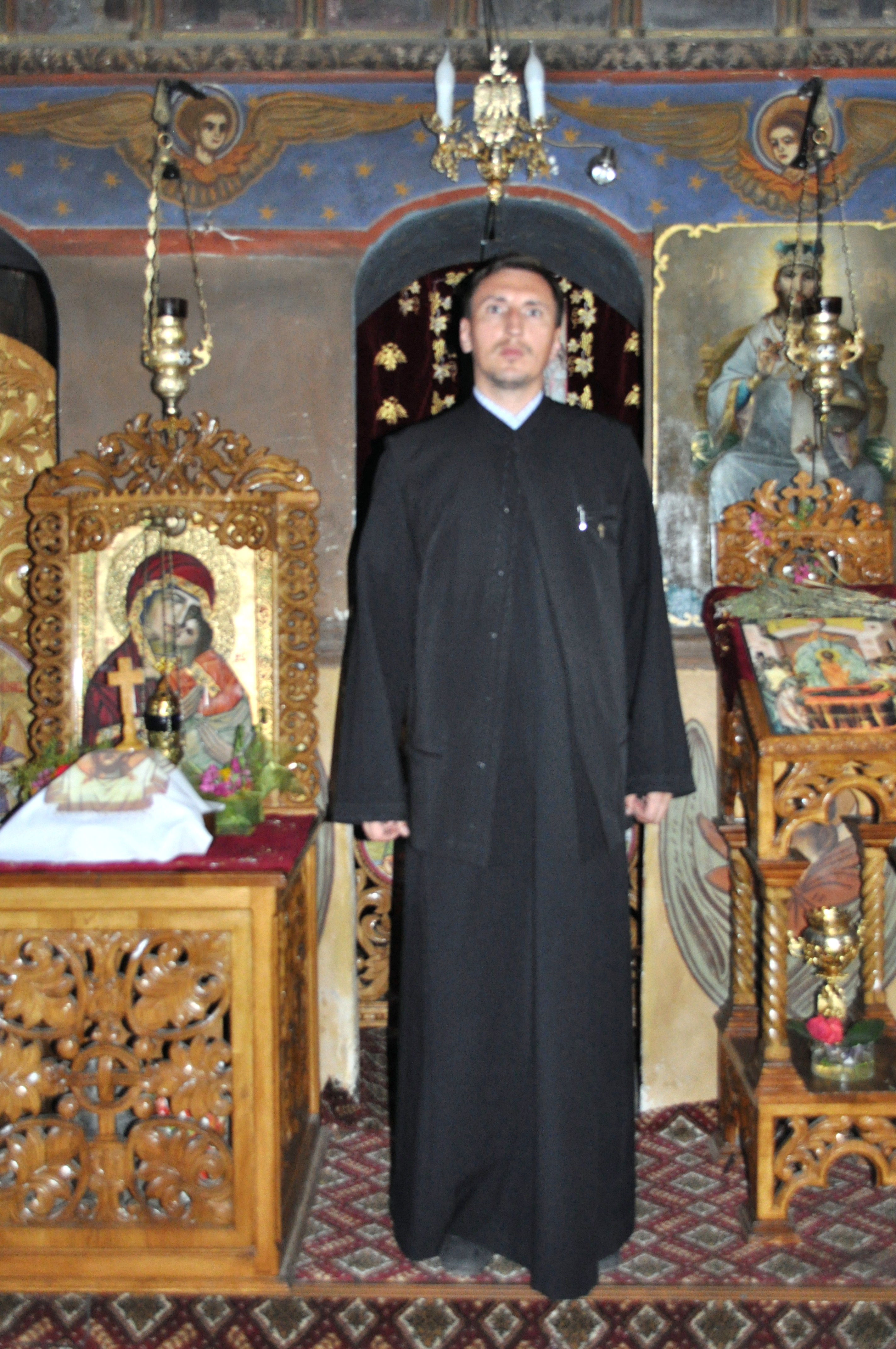
Preotul paroh Florentin Ungurenuş
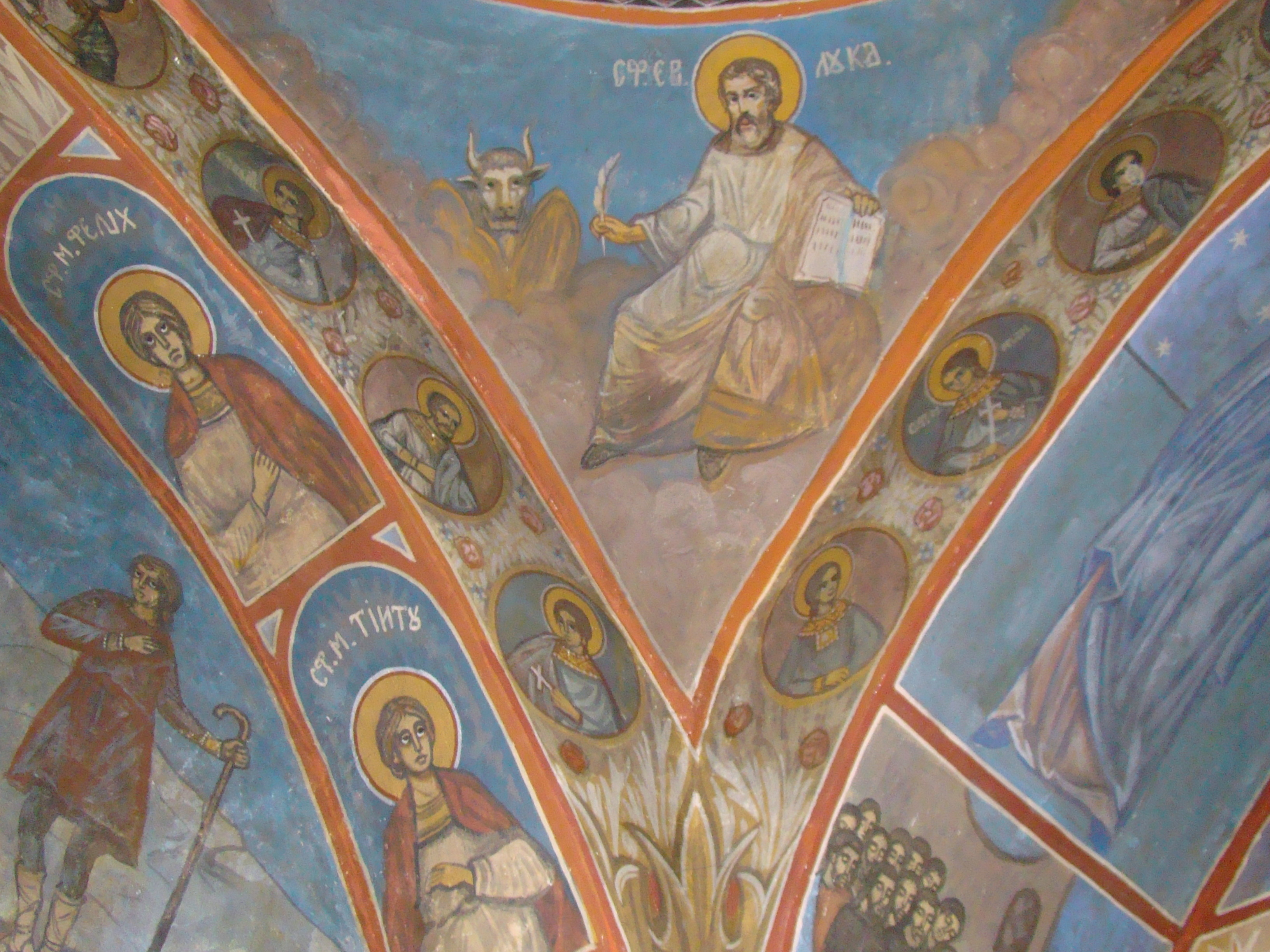
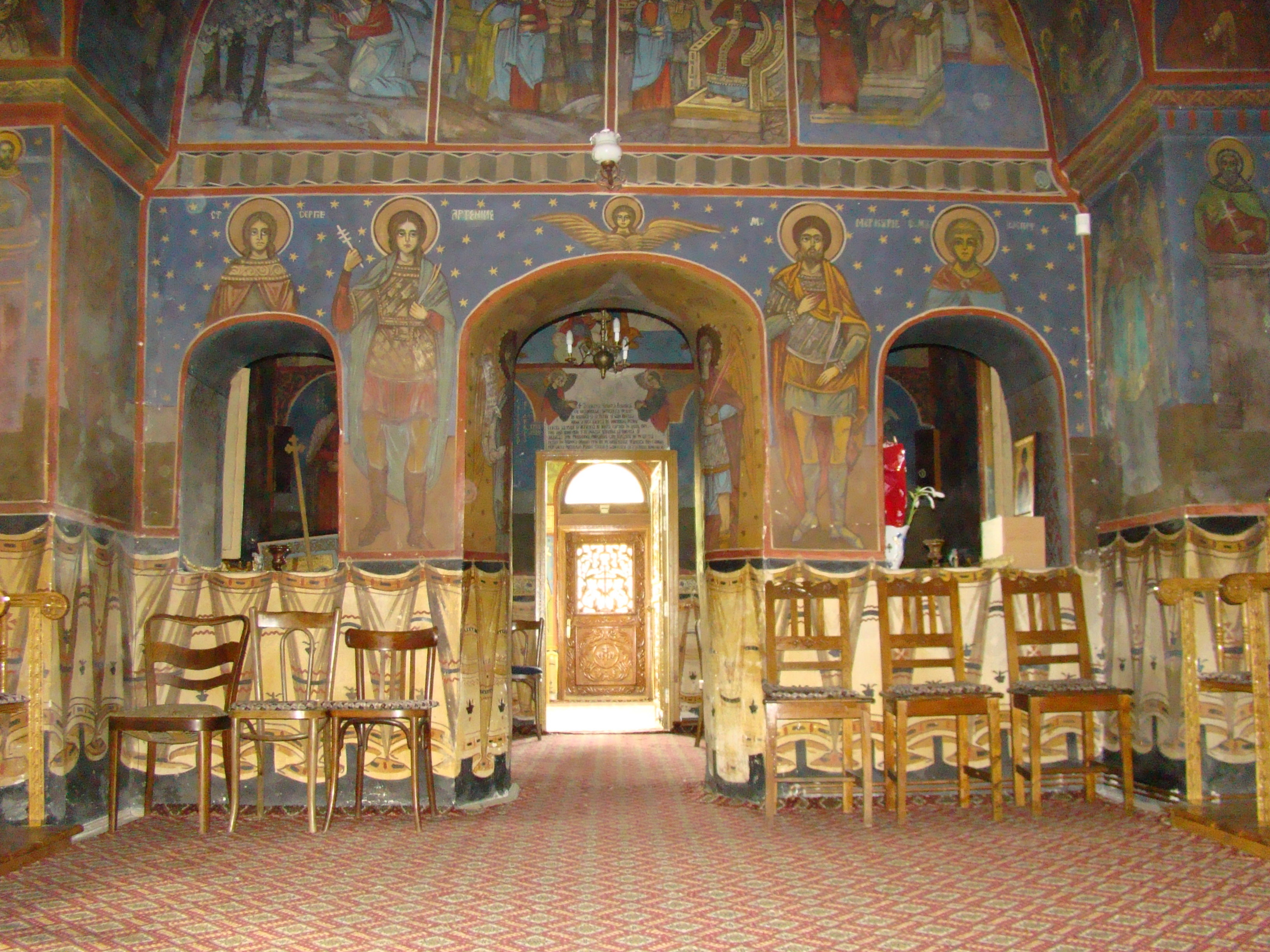